# Registan

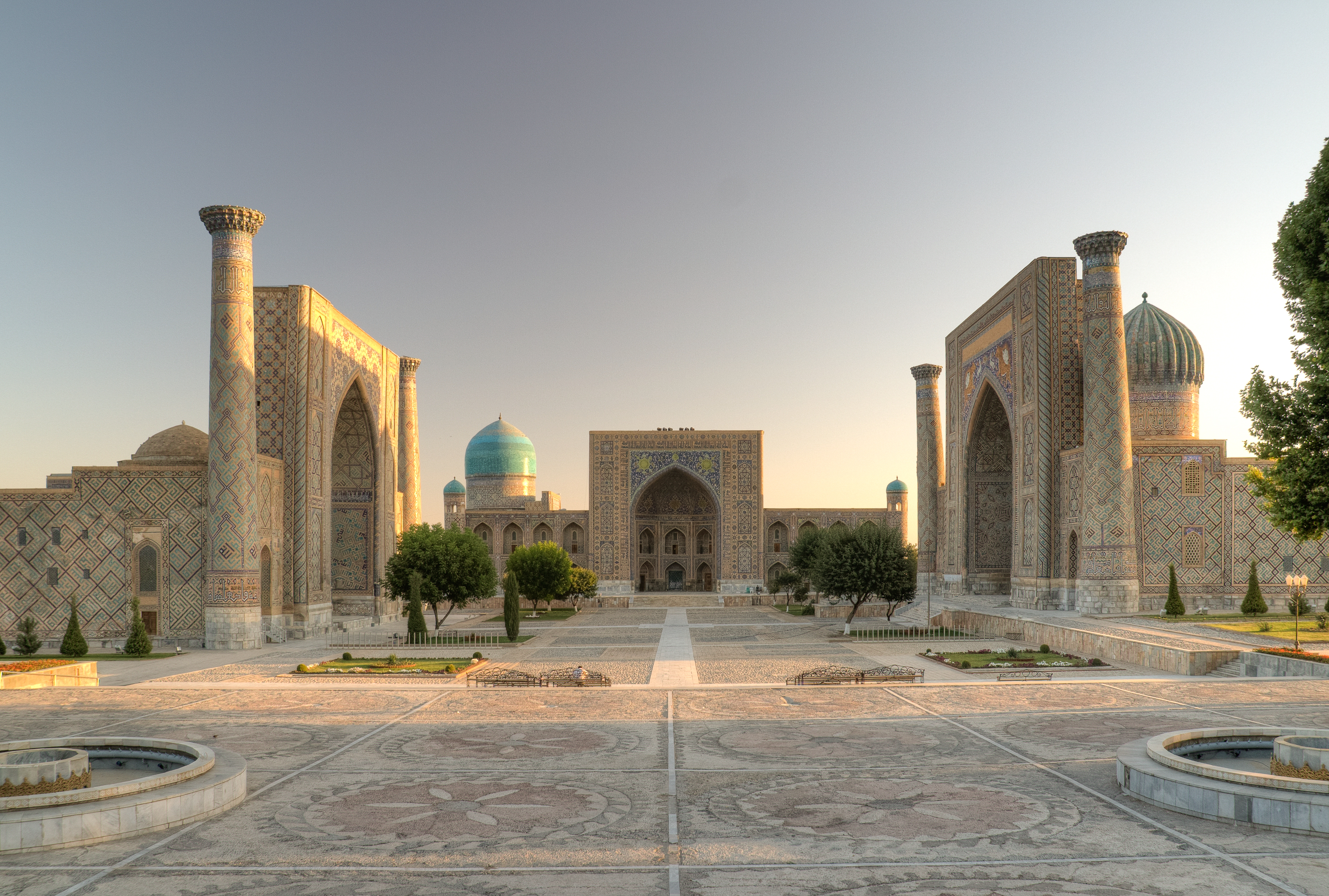
El Registan i les seves tres madrasses. D'esquerra a dreta: madrassa d'Ulugh Beg, madrassa de Tilya-Kori i madrassa de Sher-Dor.

El Registan era el cor de la ciutat antiga de Samarcanda de la dinastia timúrida, actualment a l'Uzbekistan. El nom Rēgistan (ریگستان) significa lloc sorrenc o desert en persa.
El Registan era una plaça pública, on la gent es reunia per sentir proclamacions reials, anunciades amb el retrunyiment d'enormes canonades de coure anomenades dzharchis però també un lloc on es feien execucions públiques. La plaça està rodejada per tres madrasses (escoles islàmiques d'ensenyament religiós) amb una arquitectura islàmica distintiva.
Hi ha evidències d'activitat humana a la zona de la ciutat que daten de finals del Paleolític. Encara que no hi ha evidència directa de quan es va fundar Samarcanda, diverses teories proposen que va ser fundada entre els segles VIII i VII a.C. Gràcies a la seva ubicació a la Ruta de la seda entre Xina, Pèrsia i Europa, Samarcanda va arribar a ser una de les ciutats més grans d’Àsia central, i va ser una important ciutat dels imperis del Gran Iran. En l'època de l’Imperi Aquemènida persa, era la capital del sàtrapa de Sogdiana. La ciutat va ser conquerida per Alexandre el Gran l'any 329 a.C., quan era coneguda com Markanda, que es va traduir en grec com Μαράκανδα. La ciutat va ser governada per una successió de governants iranians i turcs fins que va ser conquerida pels mongols de Gengis Kan el 1220.
Les madrasses són part del llegat del rei turc-mongol Timur a la seva antiga ciutat de Samarcanda. Un dels monuments de Timur porta el proverbi: Si vols saber sobre examina els nostres edificis. Segles més tard, el 1888, el viatger i futur virrei de l'Índia, George Curzon, va trucar al Registan la plaça pública més noble del món.
El Registan va créixer al voltant de la tomba del sant del segle IX, l'imam Jàfar as-Sàdiq (la tomba es troba davant de la madrassa de Sher Dor), però al segle xiv també era el cor comercial de la ciutat. Sis camins travessaven la plaça i estava connectada directament amb la ciutadella de Timur. Els decrets imperials es cridaven des de les teulades, i la gent s'hauria reunit aquí per veure desfilades militars i altres formes d'espectacle. Els tres edificis magnífics que s'observen actualment són els successors d'aquesta peça central medieval. Aquests edificis, el Registan i altres meravelles de la Samarcanda timúrida, van ser el resultat de la unió d'artesans i constructors de tot l'imperi a finals del segle XIV. La seva influència també arribaria lluny i modelaria el caràcter de ciutats distants. Els monuments safàvides de Pèrsia i l'arquitectura mogol en el que avui és el Pakistan i l'Índia es van inspirar aquí. A la mesquita de l'Imam a Esfahan, el Taj Mahal a Agra i fins i tot a la mesquita de principis del segle xx a Sant Petersburg, es poden veure rastres del Registan.
La plaça fa aproximadament 110 m per 60 m, i va ser la plaça principal de la ciutat, plena de mercats i vorejada de caravanserralls (posats al costat de la carretera). Samarcanda té almenys dos mil·lennis i mig, i durant la major part d'aquests anys va ocupar una posició intermèdia a la xarxa de rutes comercials que connecten Europa i Àsia, cosa que explica la prosperitat i el cosmopolitisme de la ciutat. També per la seva tendència a atraure tant invasors com viatgers.

## Madrasses

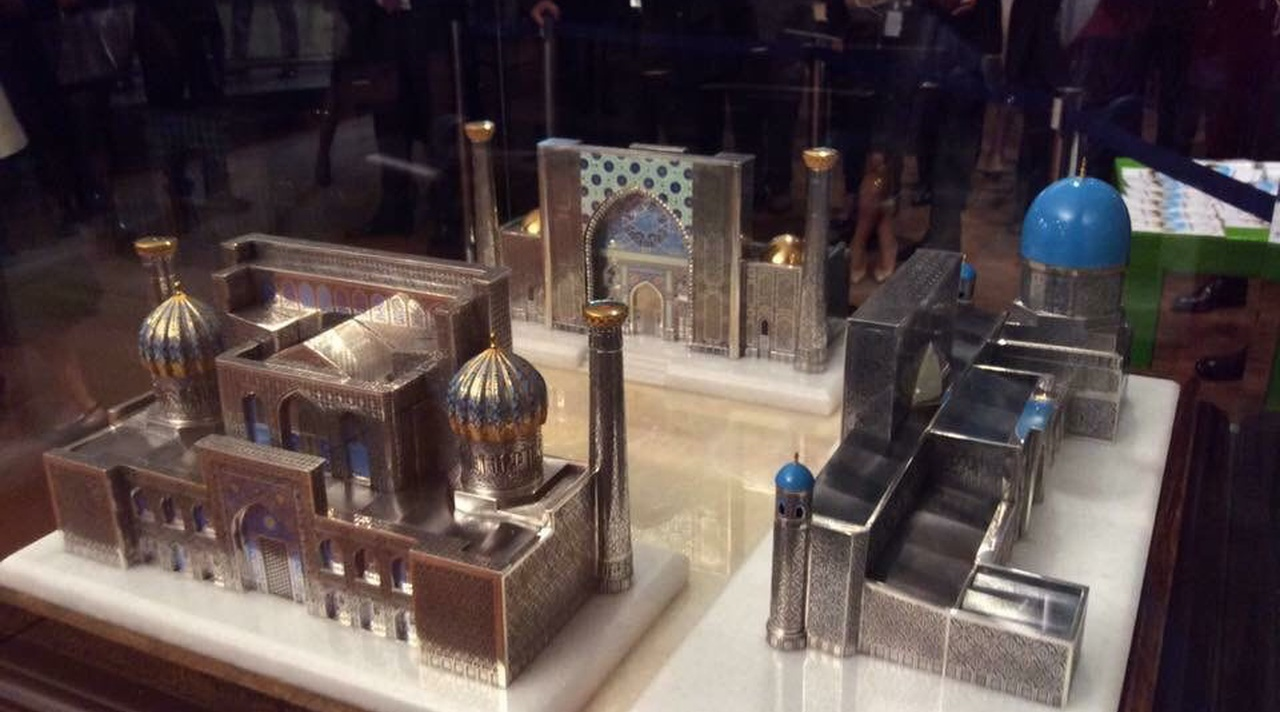
Maqueta de la Plaça de Registan a la seu de l'ONU a la ciutat de Nova York.

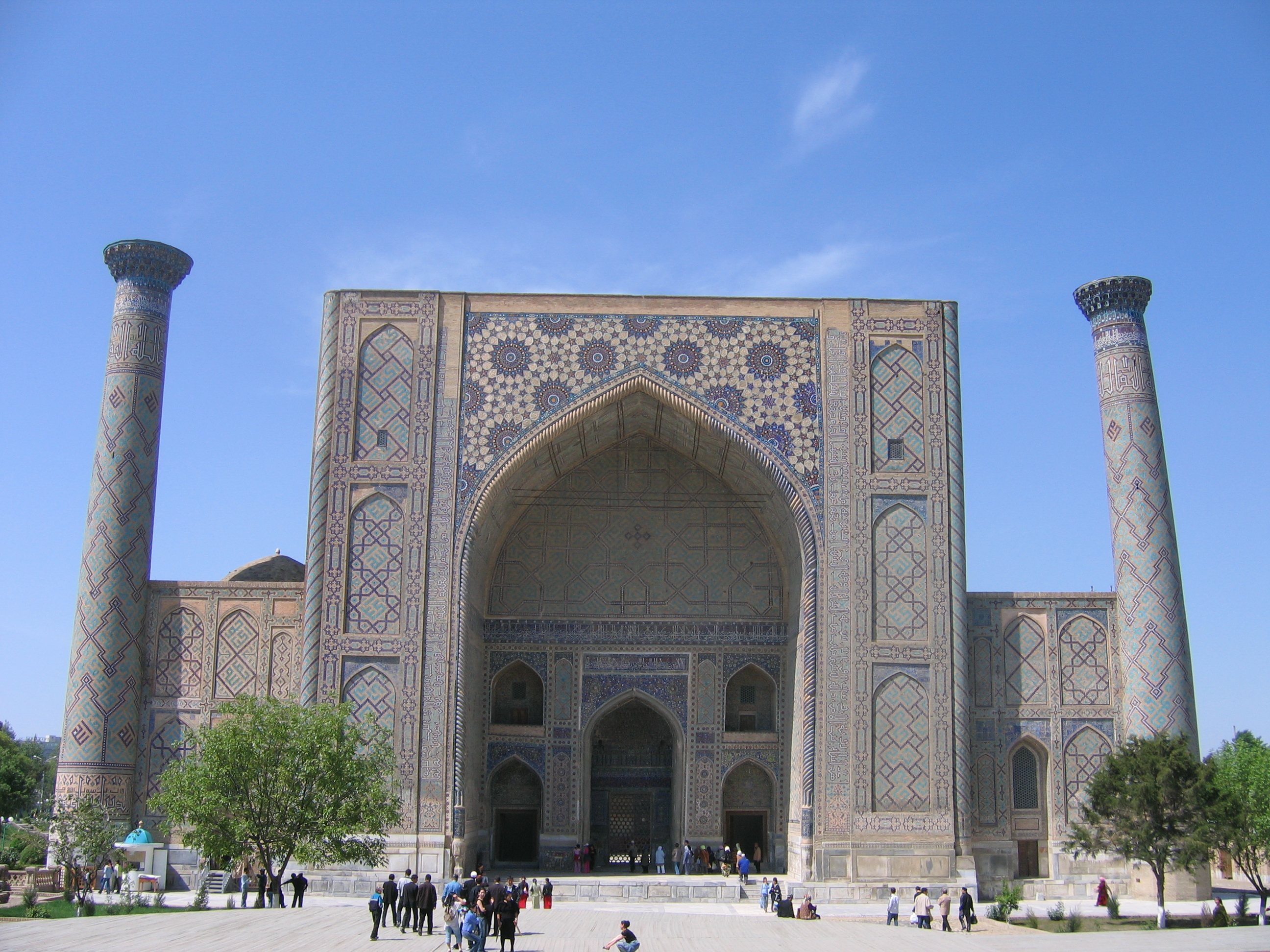
Madrassa d'Ulugh Beg

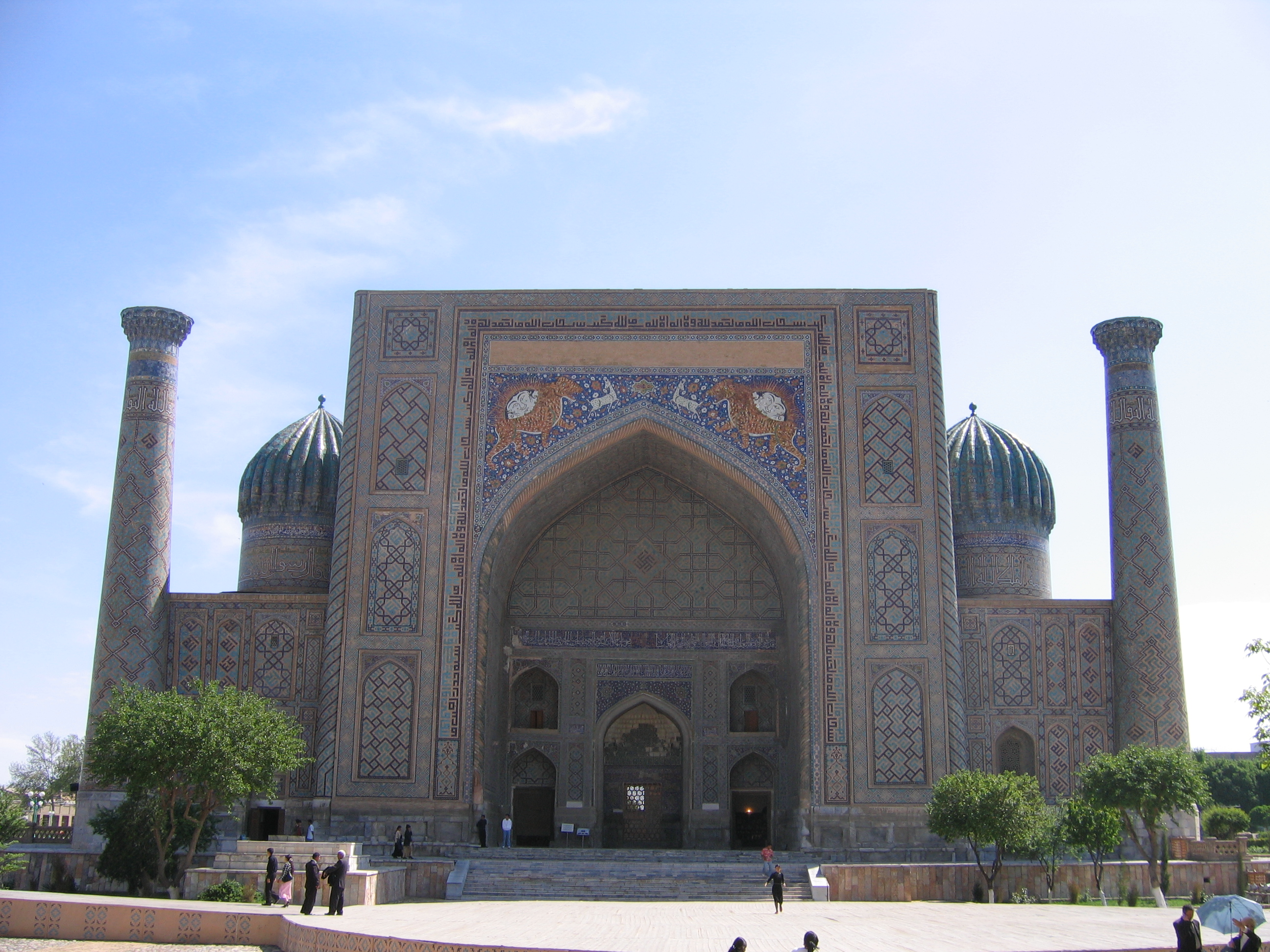
Madrassa de Sher-Dor

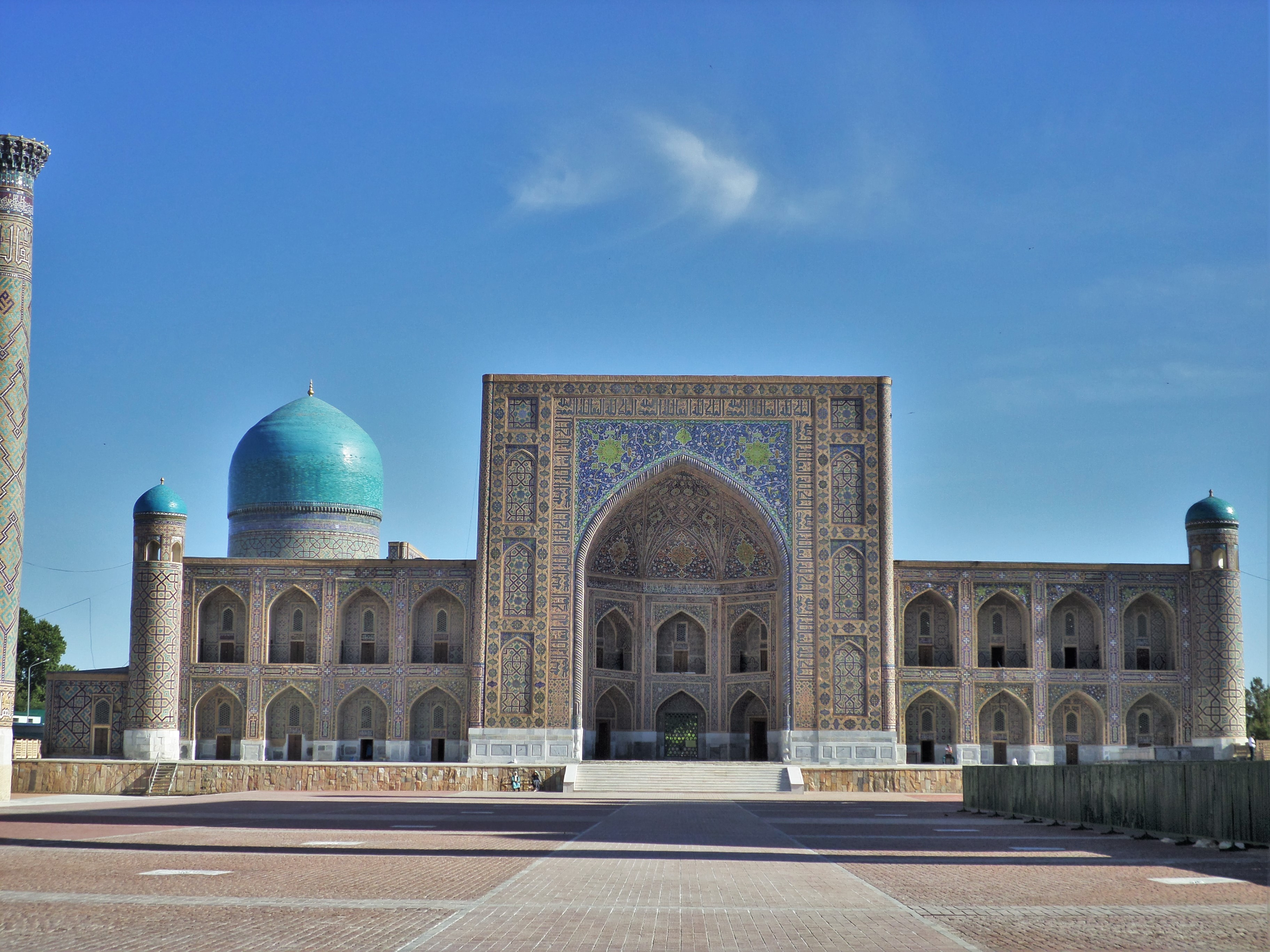
Madrassa de Tilya Kori

Les tres madrasses del Registan són: la madrassa d'Ulugh Beg (1417–1420), la madrassa de Tilya-Kori (1646–1660) i la madrassa de Sher-Dor (1619–1636). Madrassa és el terme àrab per a escola.

### Madrassa d'Ulugh Beg (1417–1420)
La madrassa d'Ulugh Beg, construïda per Ulugh Beg durant l'era de l'imperi dels timúrides de Tamerlà, té un iwan imponent amb un pishtaq d'arc lanceolat o portal que enfoca a la plaça. Les cantonades estan coronades per dos minarets. El panell de mosaic sobre l'arc de l'entrada de l'iwan està decorada amb ornamentacions estilitzades geomètricament. El pati interior quadrat inclou una mesquita i sales de lectura. En els seus marges es troben els dormitoris on vivien els estudiants. Hi ha profundes galeries a través dels eixos. Originalment, la madrassa d'Ulugh Beg era un edifici de dues plantes amb quatre darskhonas (cambres de lectura) cupulades a les cantonades. El panell de mosaic sobre l'arc d'entrada de l'iwan està decorat amb ornaments geomètrics estilitzats. El pati quadrat inclou una mesquita i sales de conferències, i està vorejat per les cel·les dels dormitoris on vivien els estudiants. Hi ha galeries profundes al llarg dels eixos. Originalment, la madrassa d'Ulugh Beg era un edifici de dos pisos amb quatre darskhona (sales de conferències) voltades a les cantonades. Va ser una de les millors universitats per al clergat de l'Orient musulmà al segle xv. Abdul-Rahman Jami, el gran poeta, erudit, místic, científic i filòsof persa va estudiar a la madrassa. Durant el govern d'Ulugh Beg, la madrassa va ser un centre d'aprenentatge i el mateix Ulugh Beg va fer conferències allà.
La madrassa d'Ulugh Beg (persa: مدرسه الغ بیگ) va ser una de les millors universitats clericals de l'Orient musulmà durant el segle xv. Abdul-Rahman Jami, el gran poeta, erudit, místic, científic i filòsof persa va estudiar en aquesta madrassa. El mateix Ulugh Beg va ser professor en aquesta universitat. Durant el govern d'Ulugh Beg, la madrassa va ser un centre de ciència secular.

Interior de la madrassa Ulugh Beg
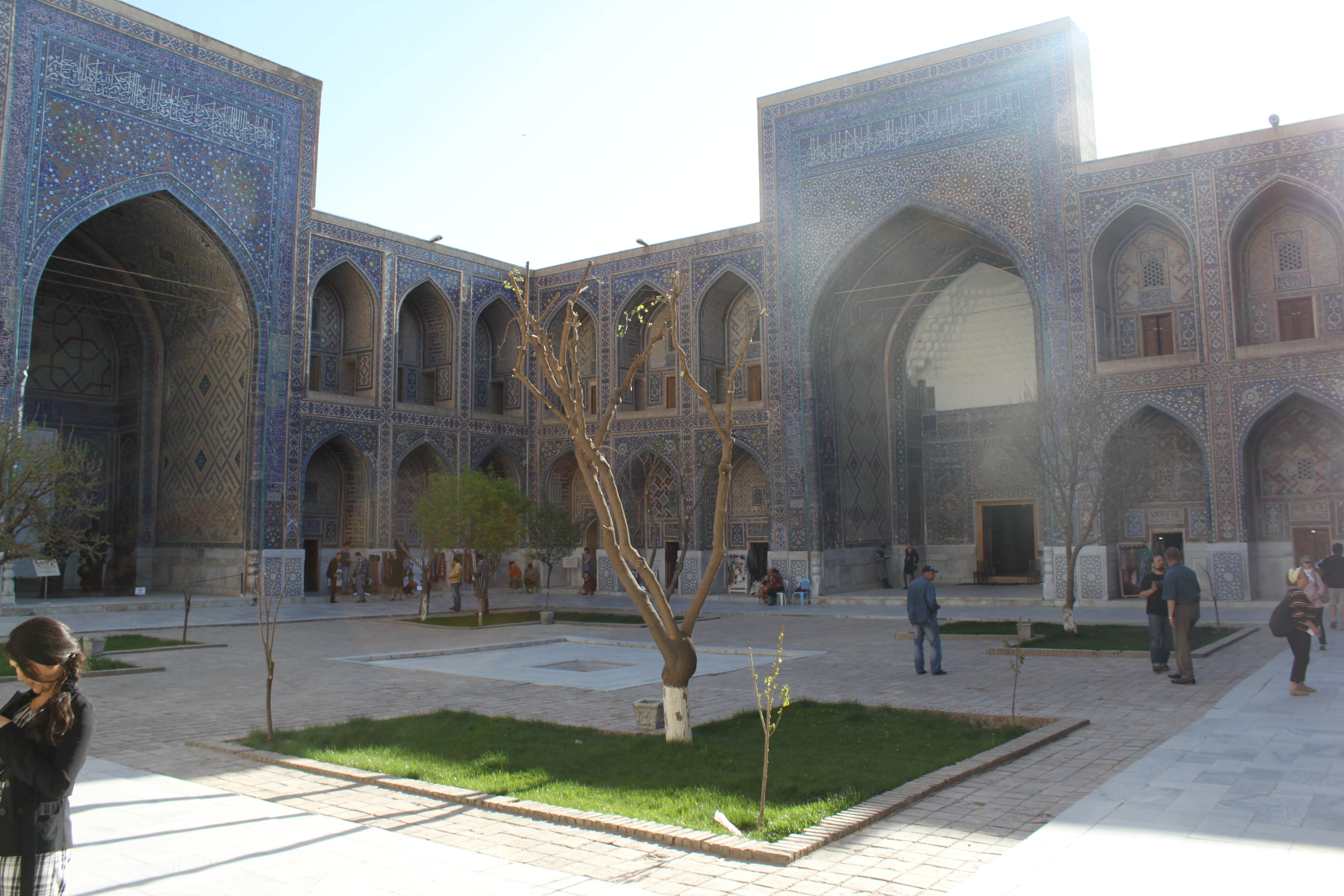
Pati interior.
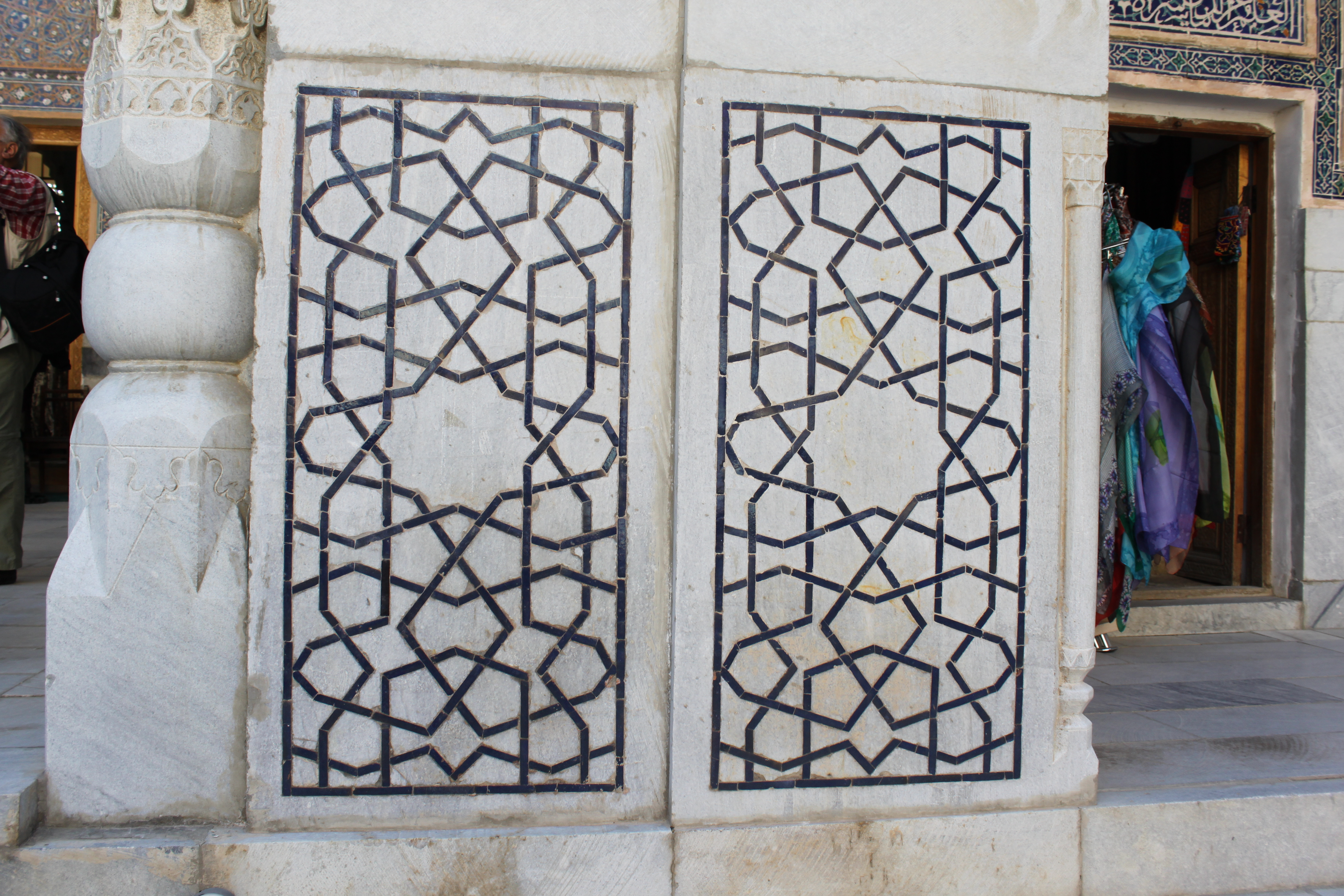
Detall del pati interior.
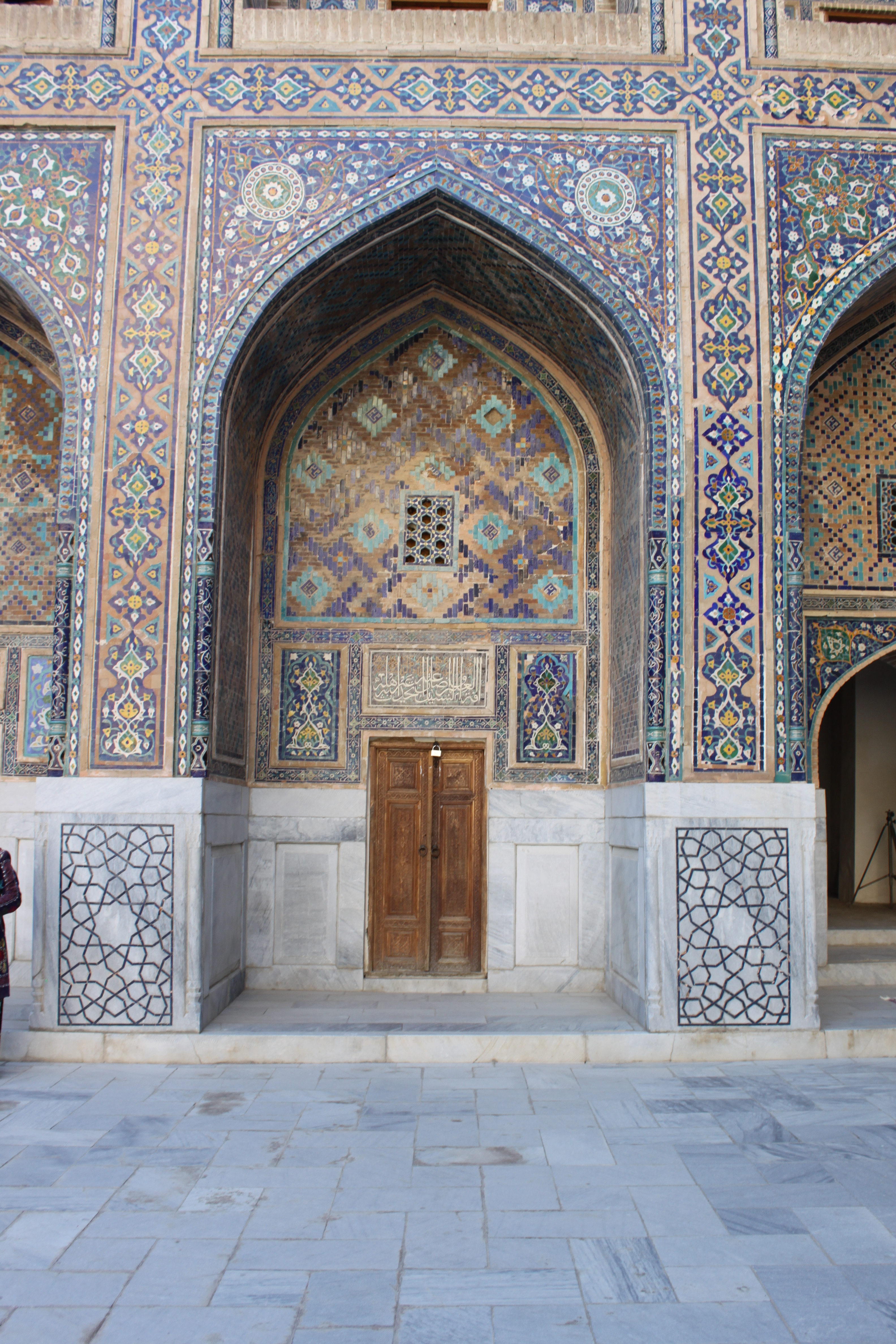
Una cel·la de la madrassa.
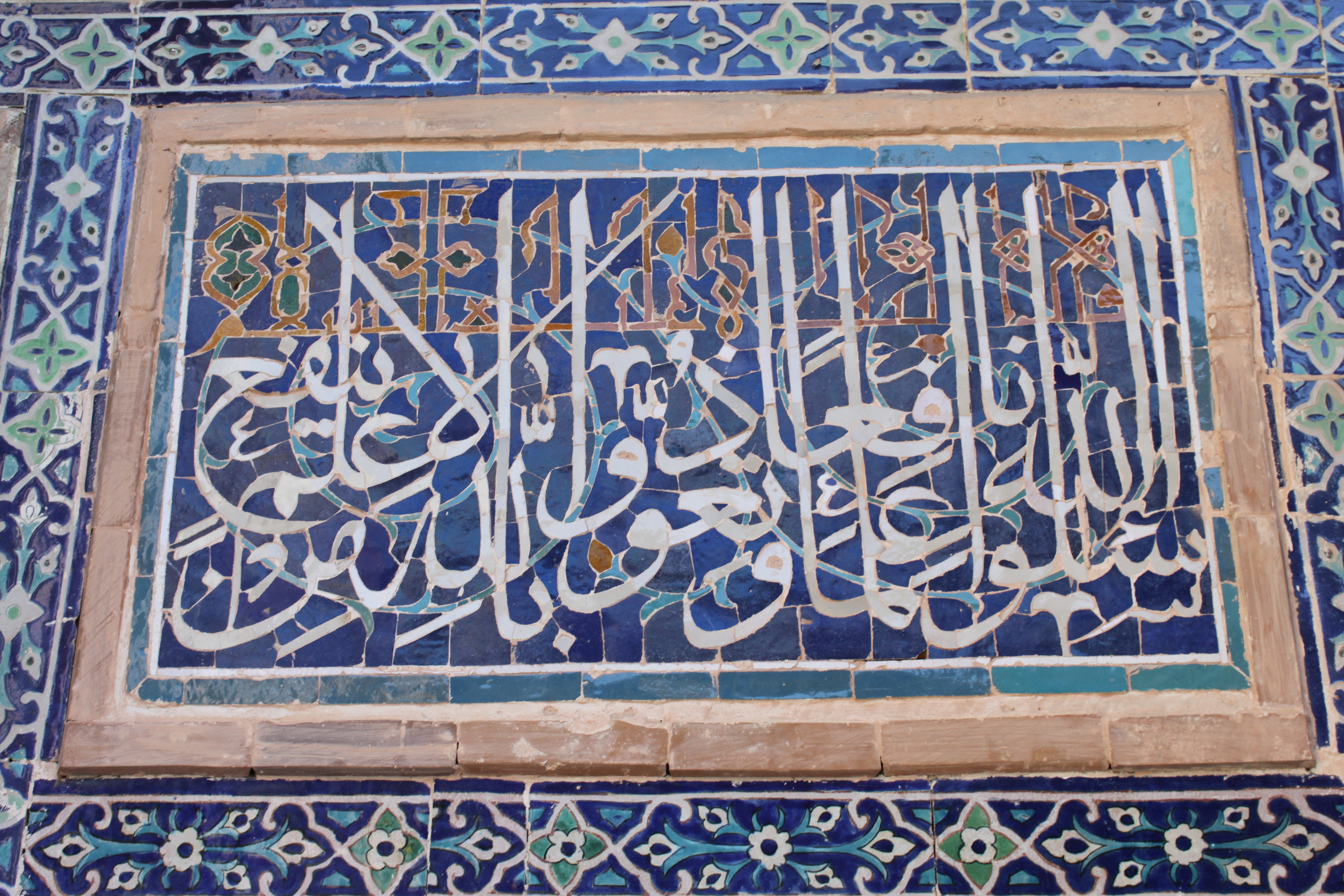
Inscripció sota la porta d'una cel·la de la madrassa d'Ulugh Beg.
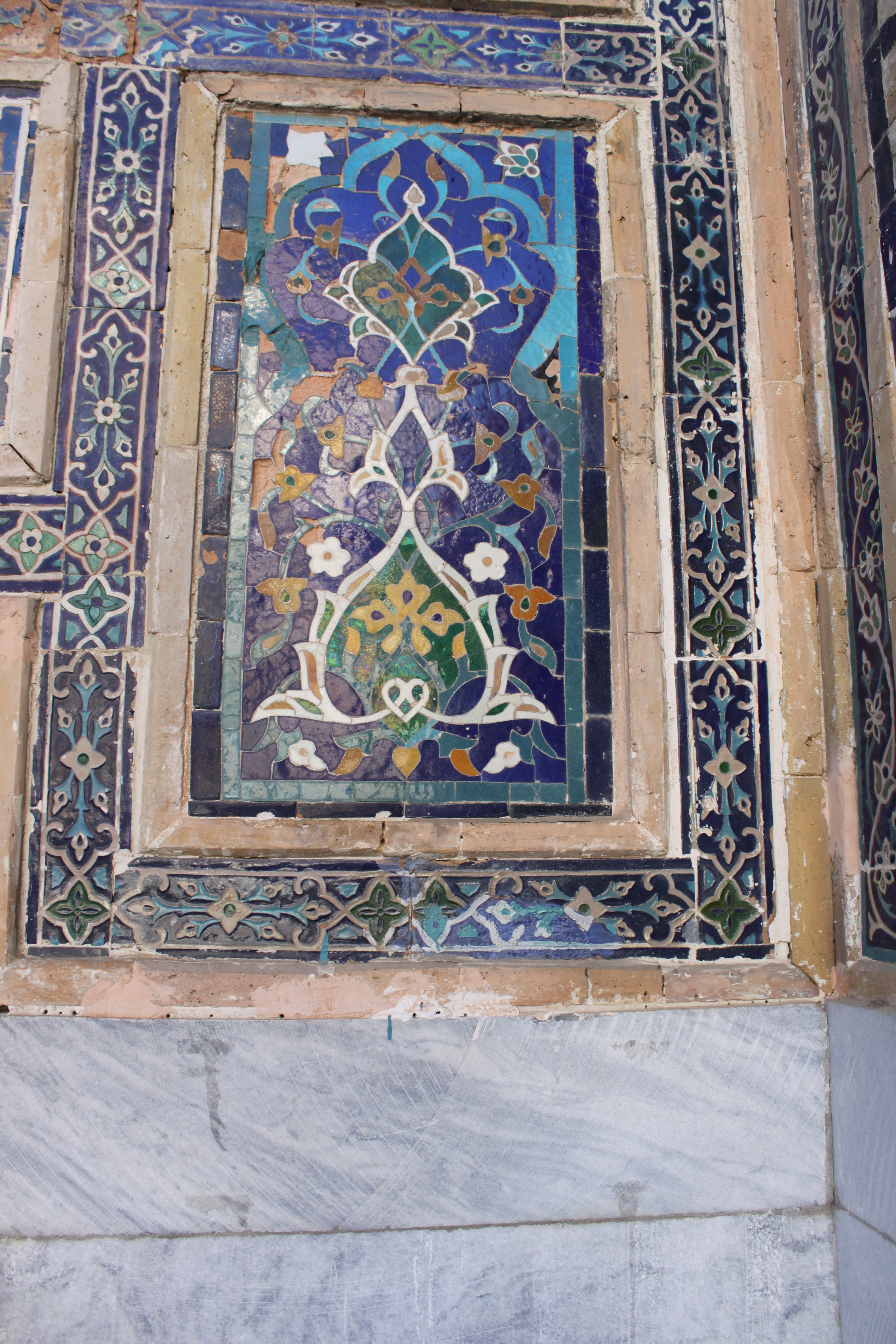
Detall de la façana d'un cel·la de la madrassa.
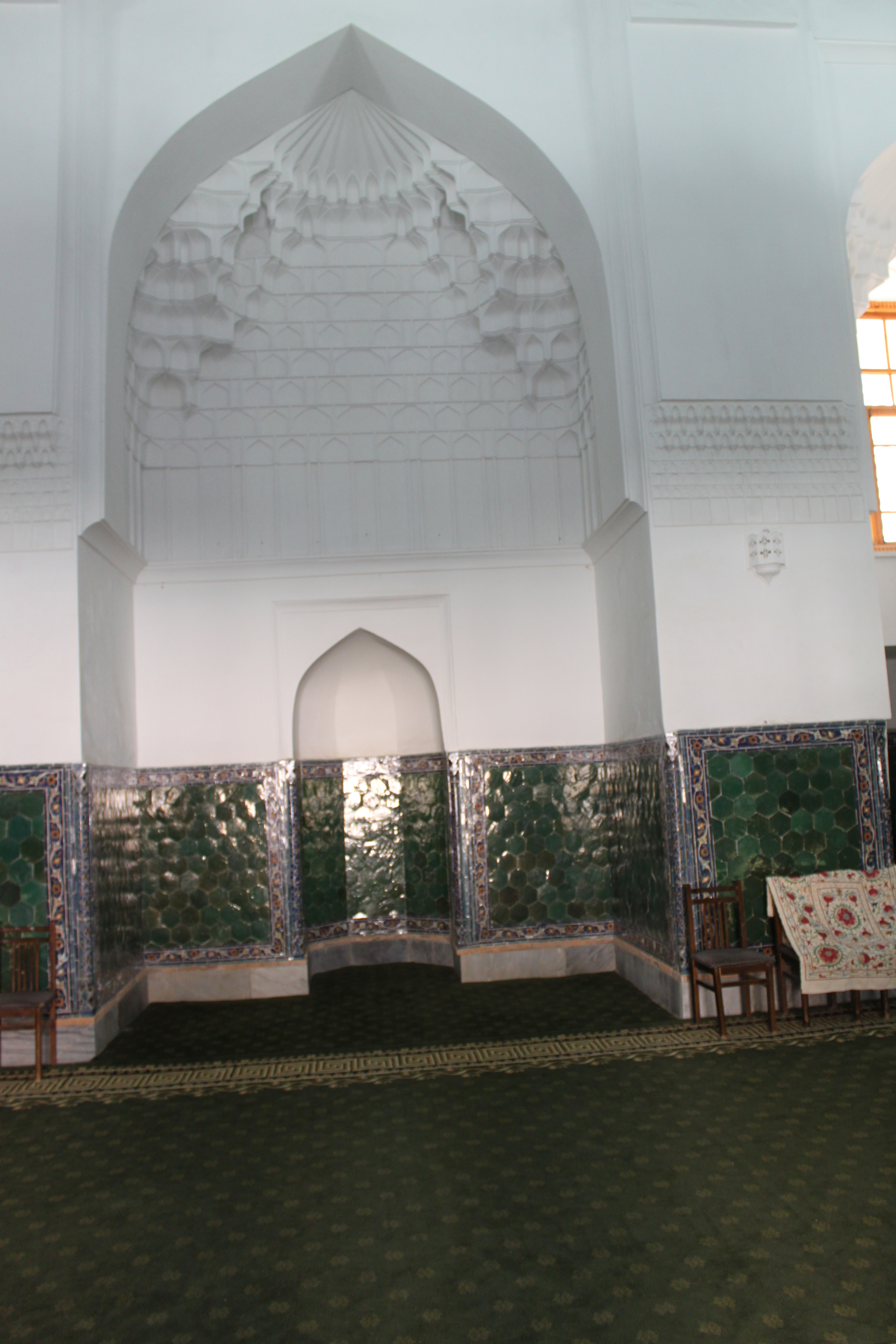
Mihrab de la mesquita de la madrassa.

### Madrassa de Sher-Dor (1619–1636)
Al segle xvii el governador de Samarcanda, Yalangtush Bakhodur, va ordenar la construcció de les madrasses de Sher-Dor (شیردار) i de Tillya-Kori (طلاکاری). Els mosaics de tigres amb un sol naixent a l'esquena són especialment interessants per la representació d'éssers vius i l'ús de motius perses, burlant la prohibició dins de l'art islàmic de representar éssers vius en edificis religiosos.. El nom de la madrassa vol dir que porta lleons. Ocupa el lloc d'una khanaqah construïda anteriorment per Ulugh Beg. Està flanquejada per minarets a les cantonades que segueixen el mateix patró que la madrassa d'Ulugh Beg. Les esveltes cúpules situades a banda i banda de l'iwan suggereixen que el mateix passava a l'edifici del davant en aquella època. Tot l'edifici es basa en la disposició general de l'edifici del davant, però no inclou la mesquita ni les peces de la part del darrere. L'iwan, decorat amb colorits mosaics, és un exemple inusual d'art figuratiu a l'islam, amb cervatets perseguint cérvols, discos solars amb rostres humans.

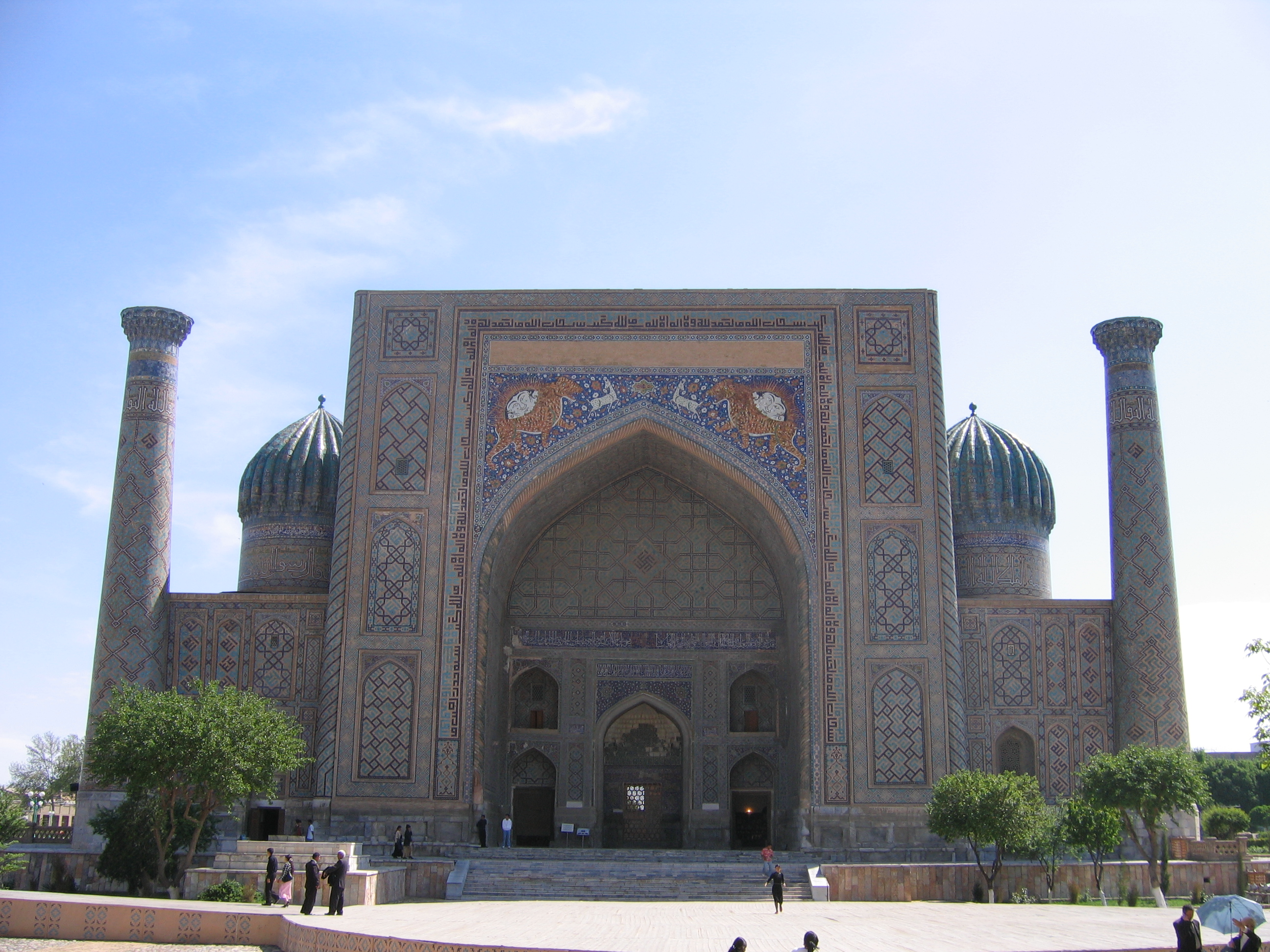
Madrassa Sher-Dor
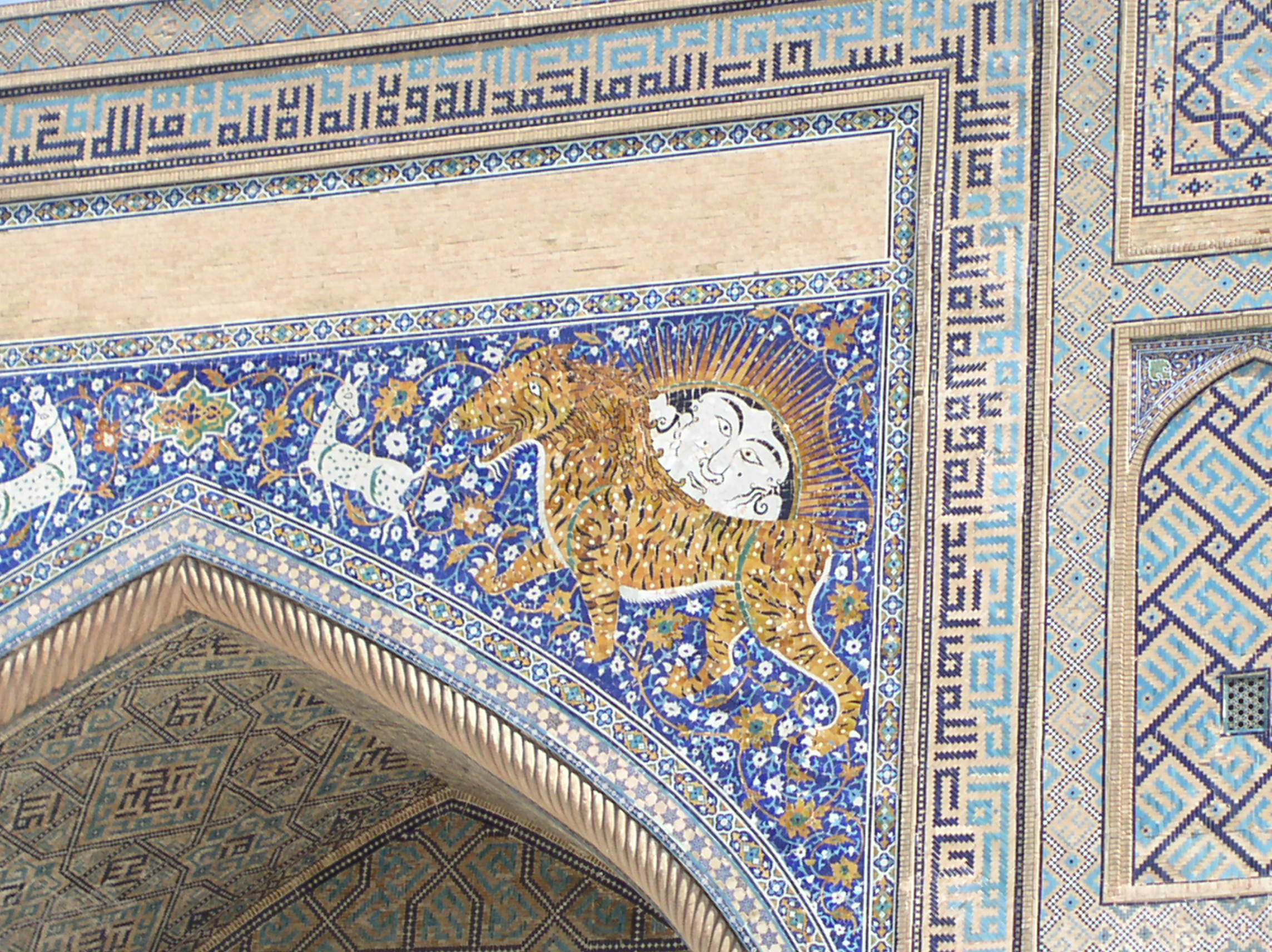
Tigre (o lleó) a l'iwan de la madrassa Sher-Dor
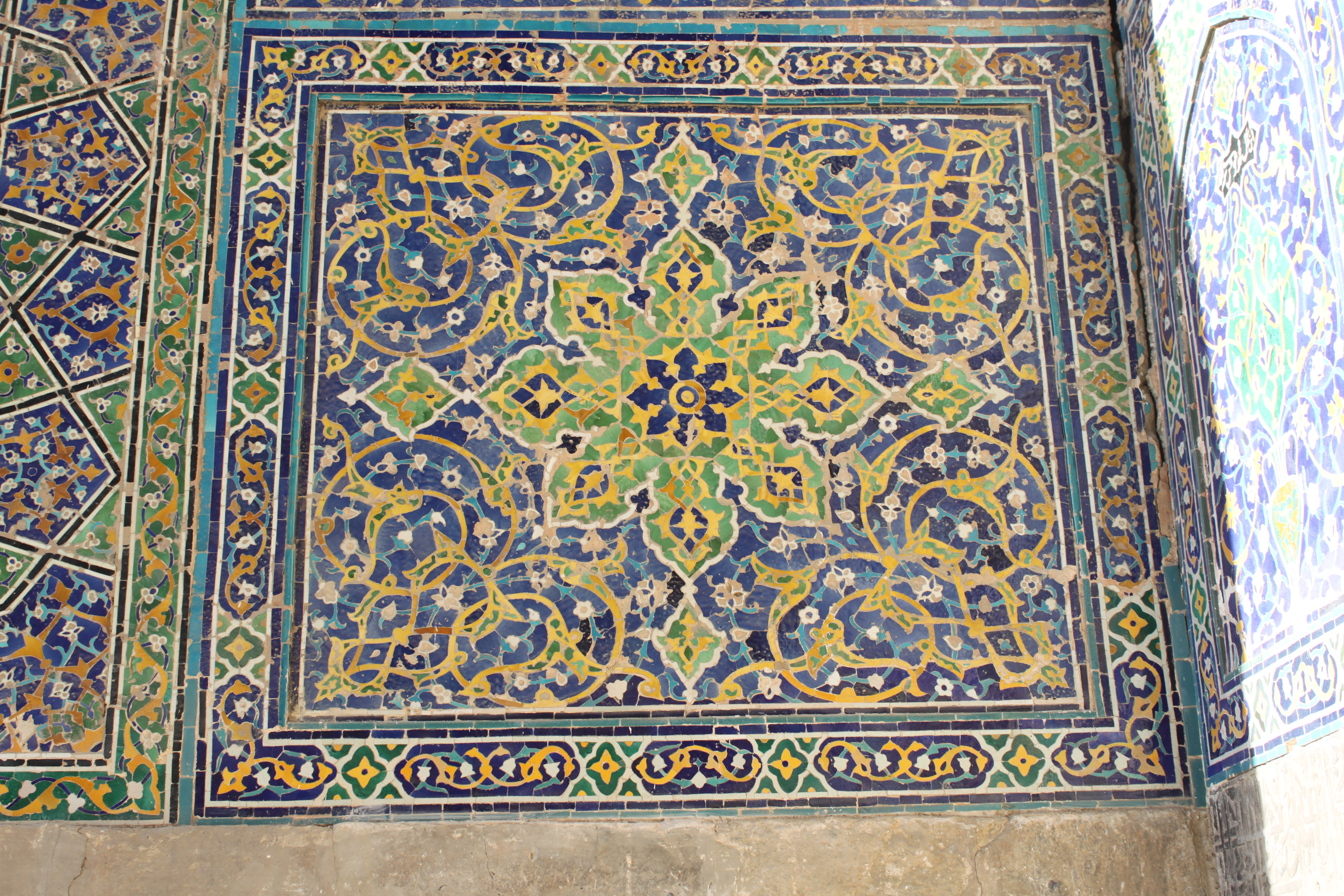
Detall d'una paret lateral del pishtak de la madrassa.
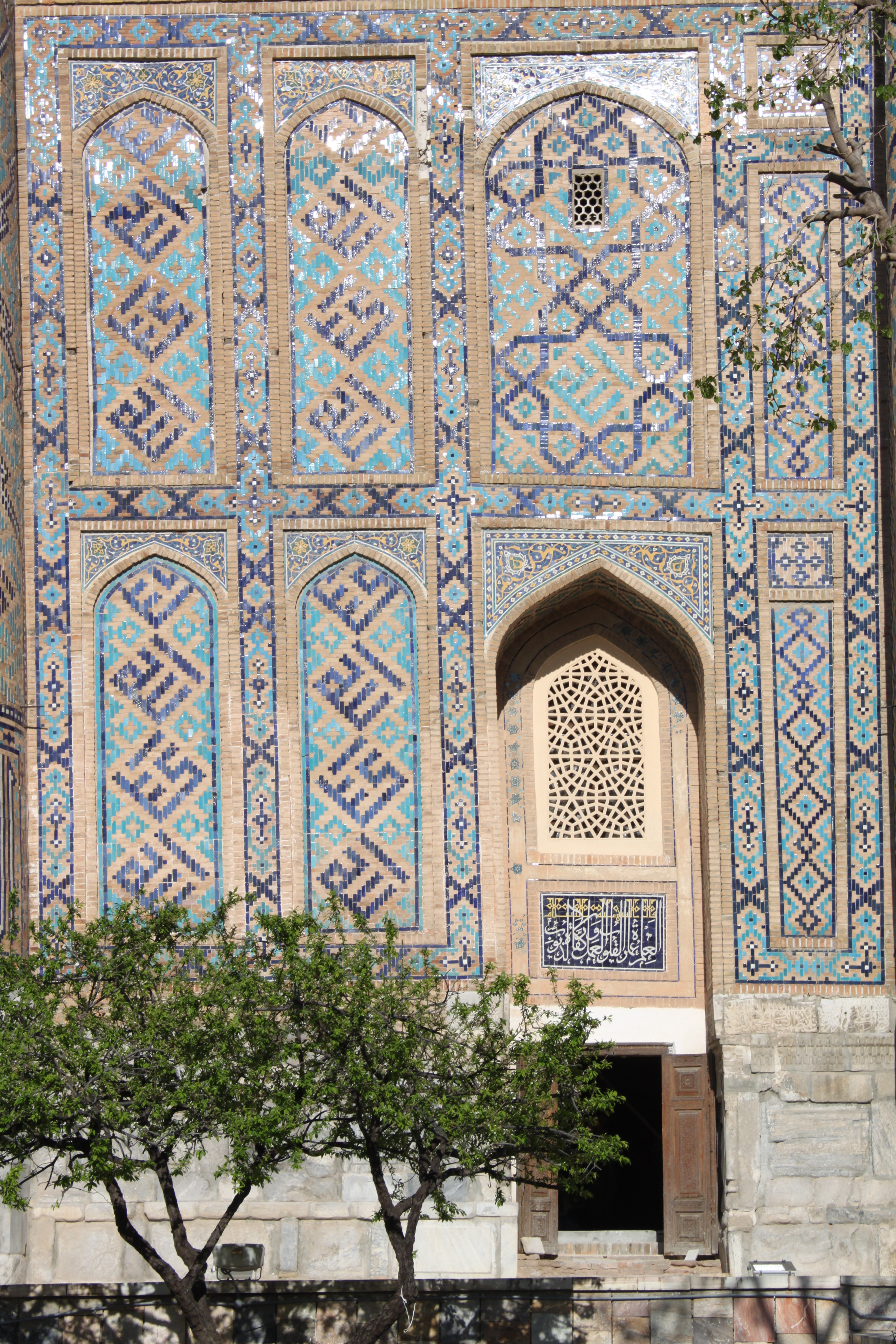
Detall de la façana de la madrassa (inscripcions d'estil bannaî).
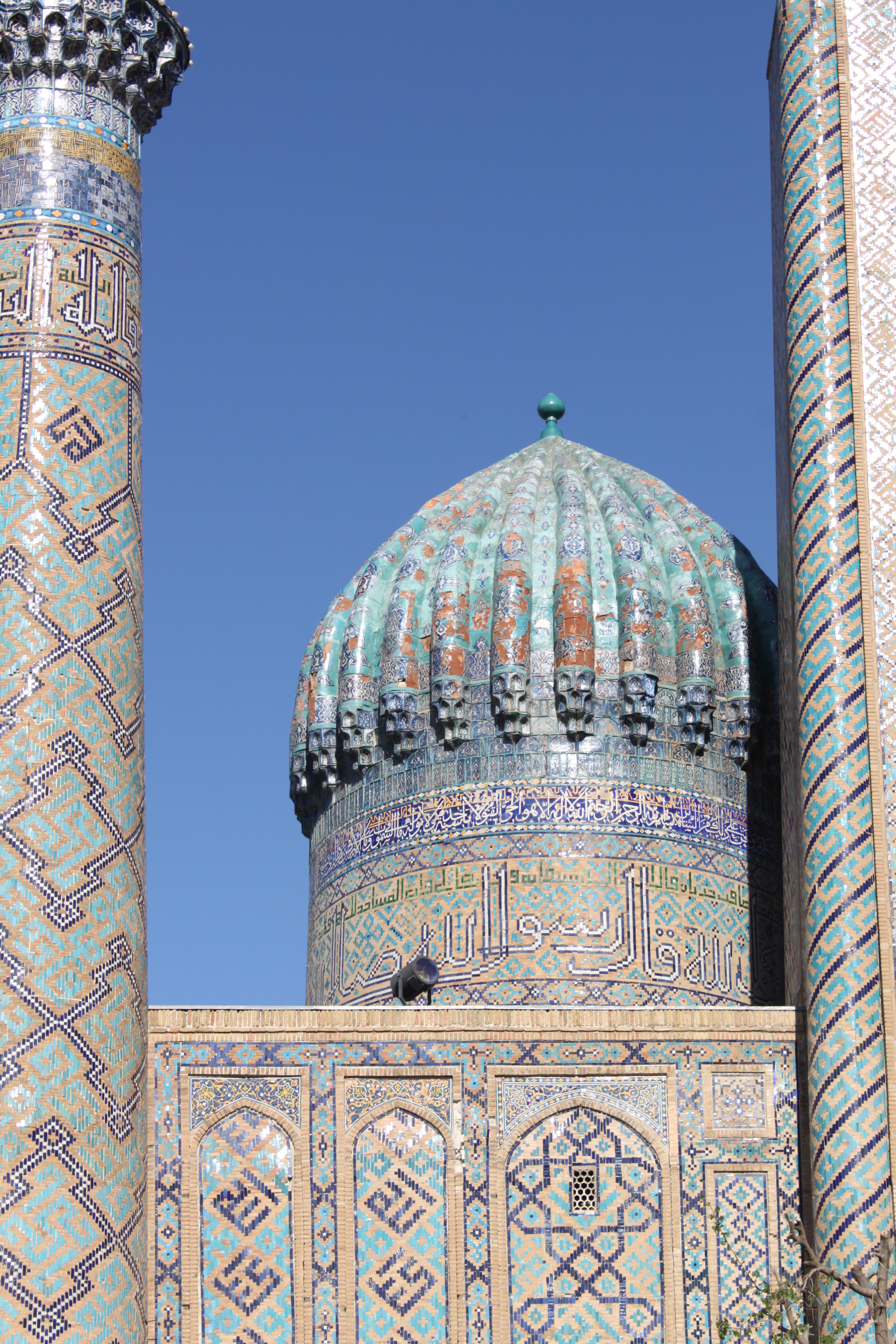
Una de les cúpules de la madrassa.

Interior de la madrassa Sher-Dor
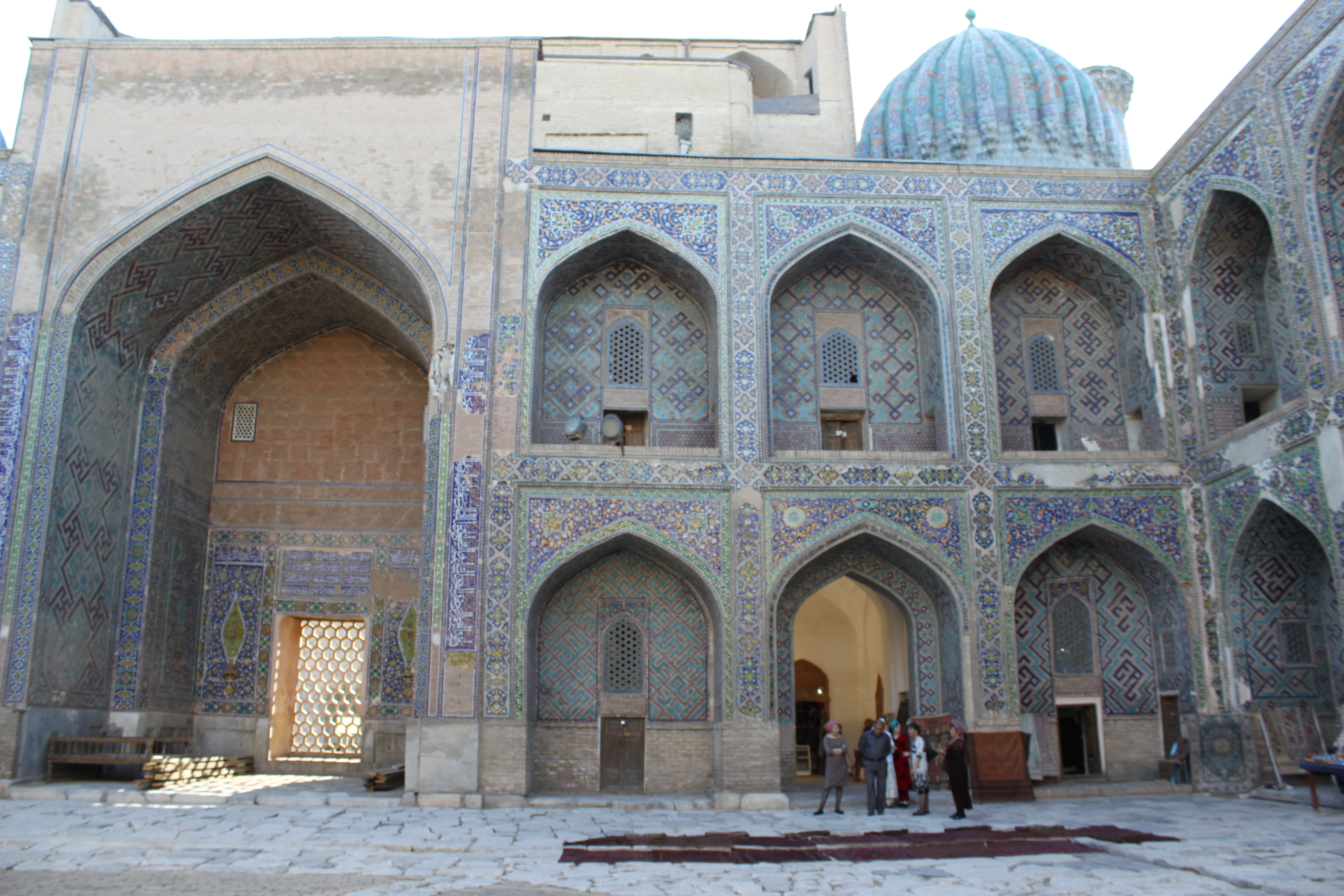
Pati interior de la madrassa.
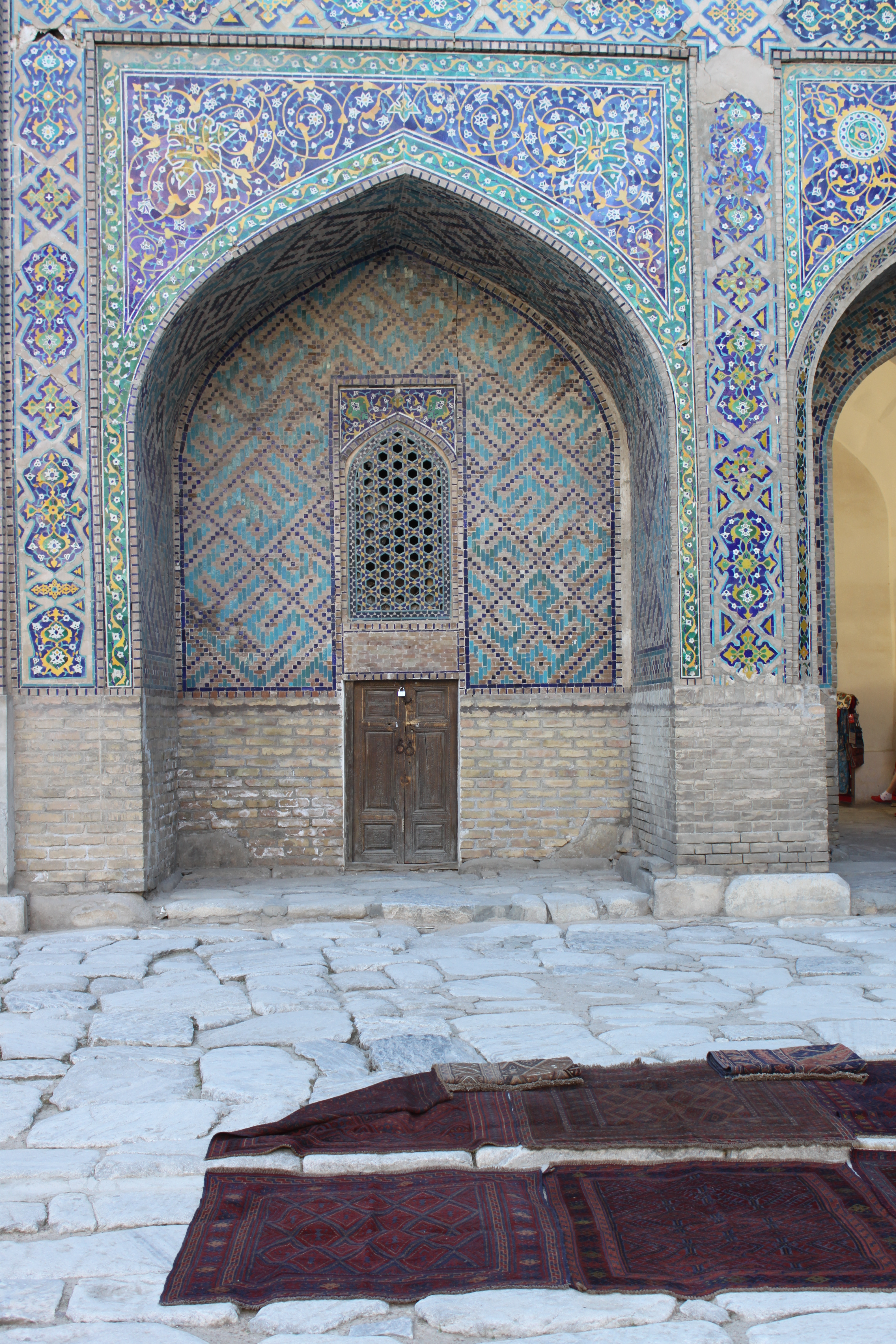
Una cel·la de la madrassa.
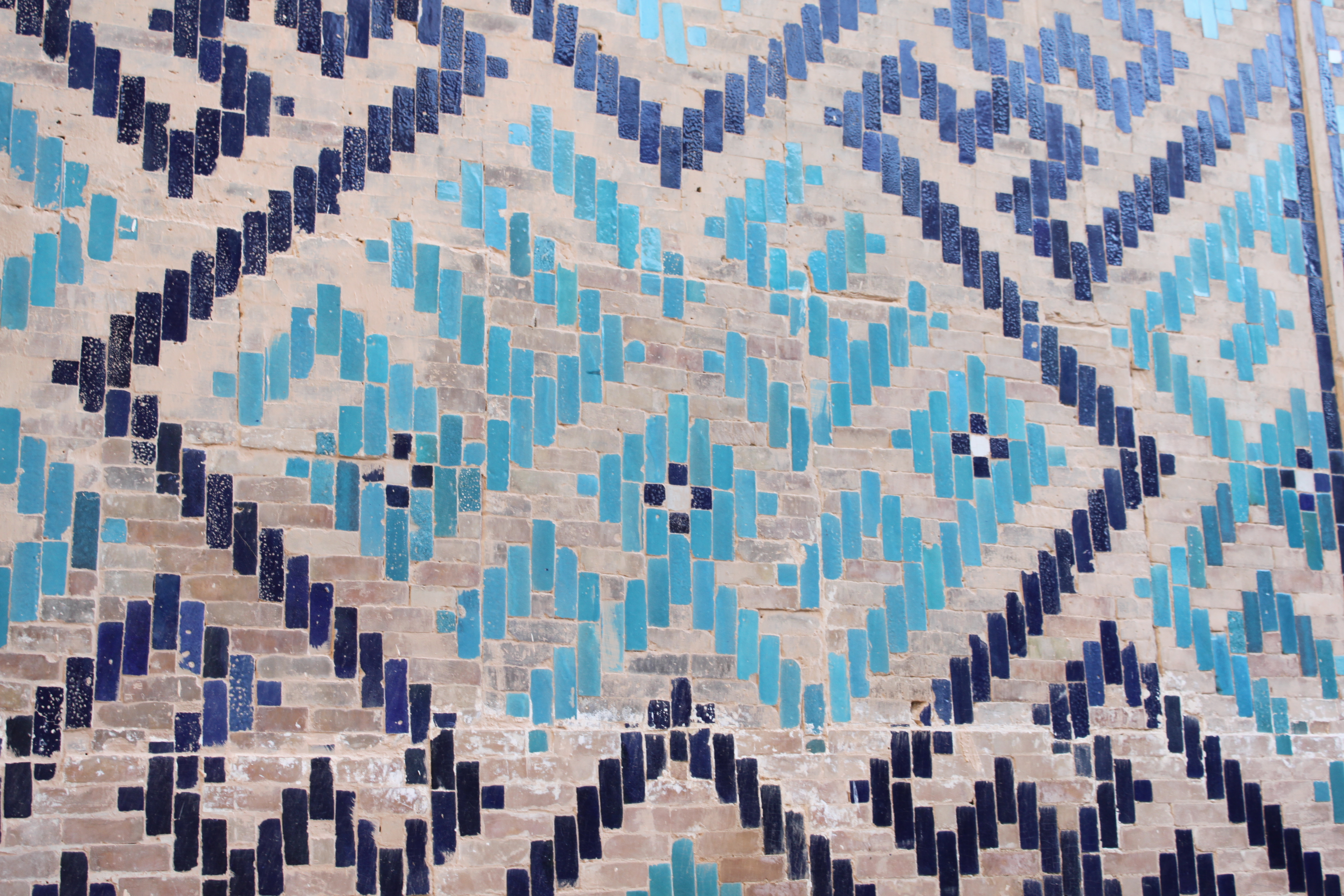
Detall del porxo d'una cel·la de la madrassa.
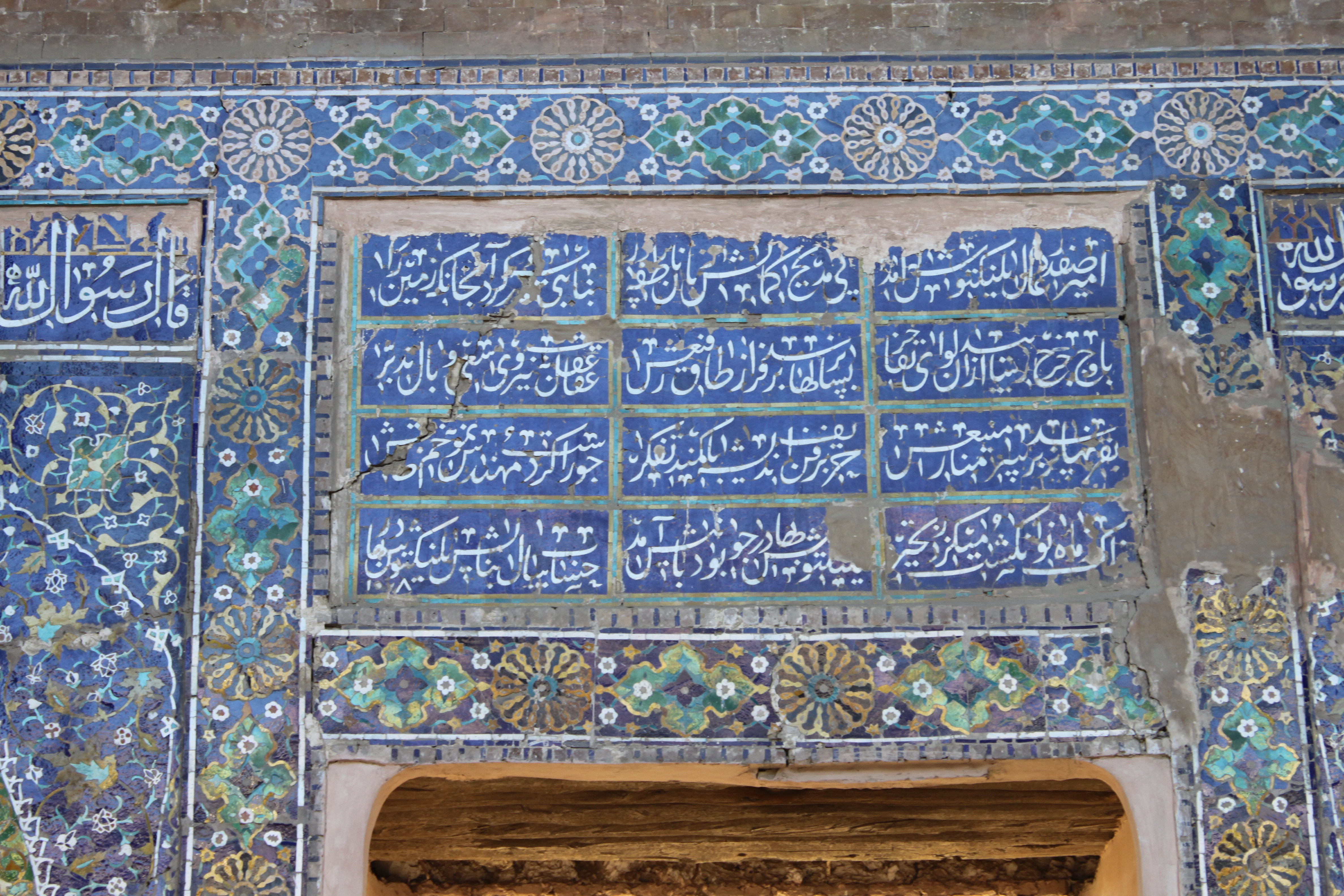
Inscripció sota un iwan de la madrassa.
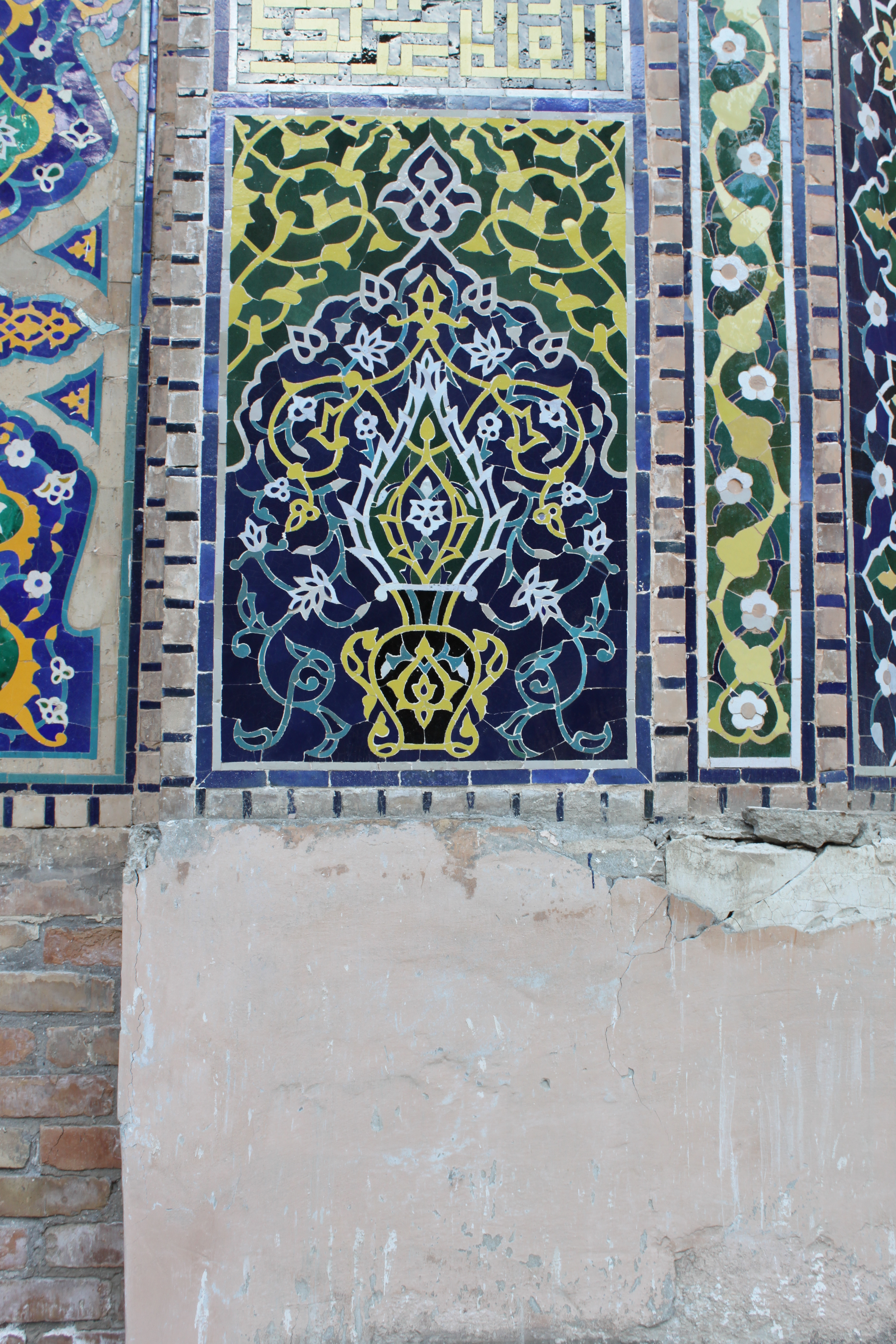
Detall a la vora d'un iwan de la madrassa.
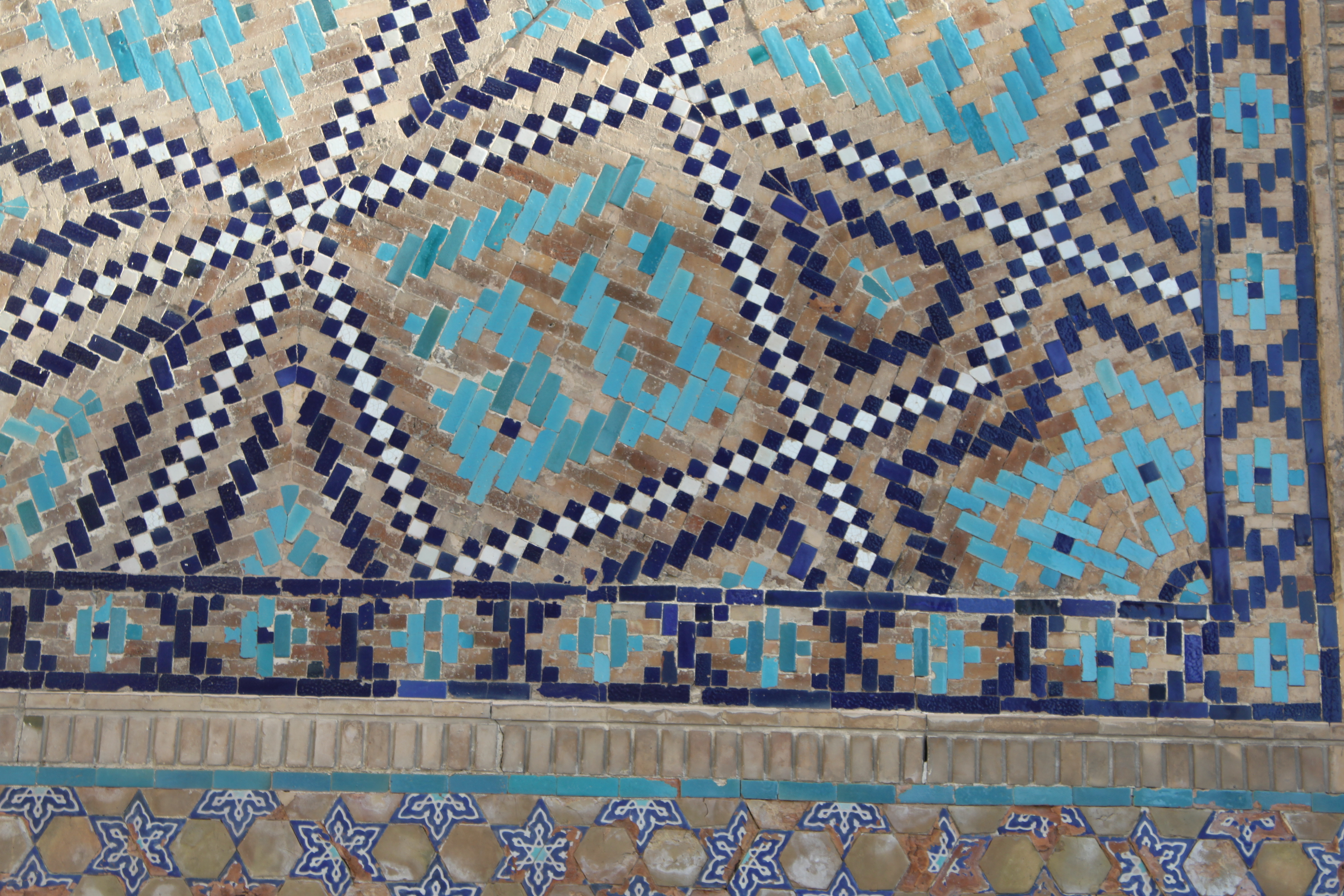
Inscripció sota un iwan de la madrassa.

### Madrassa de Tilya-Kori (1646–1660)
Deu anys més tard, va ser construïda la madrassa de Tilya-Kori (طلاکاری, que significa inclinat), també per ordre de Yalangtush Bakhodur. No només es tractava d'una universitat amb residència pels estudiants, sinó que també tenia el paper de masjid (mesquita). Era una façana de dos pisos i un espaiós pati interior envoltat d'habitacions, amb galeries a cada costat del quadrat. L'edifici de la mesquita (vegeu la imatge) està situada a la secció oest del pati. La paret principal de la mesquita està inclinada considerablement. El saló principal de la mesquita és daurat.

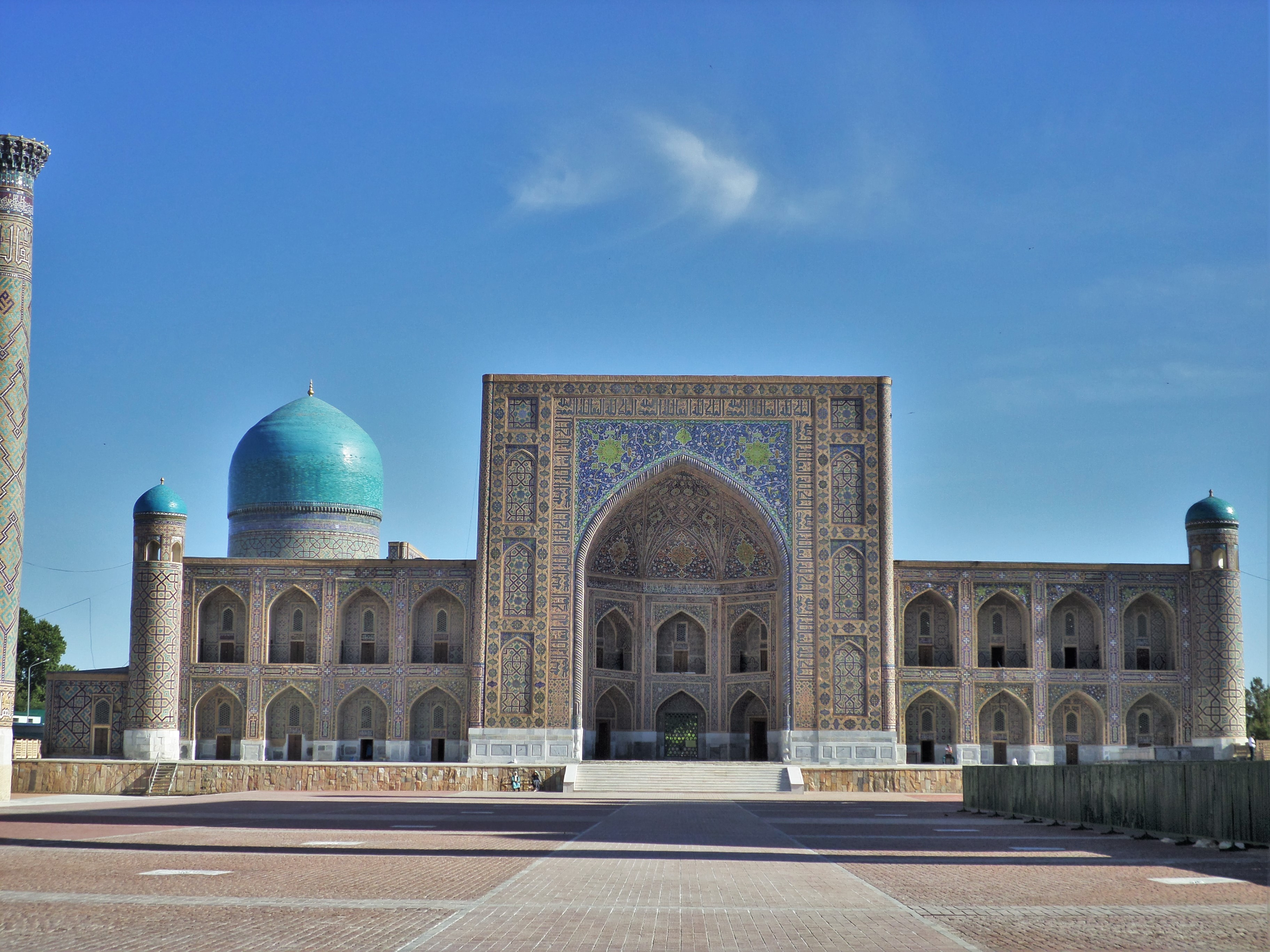
Madrassa Tilya Kori
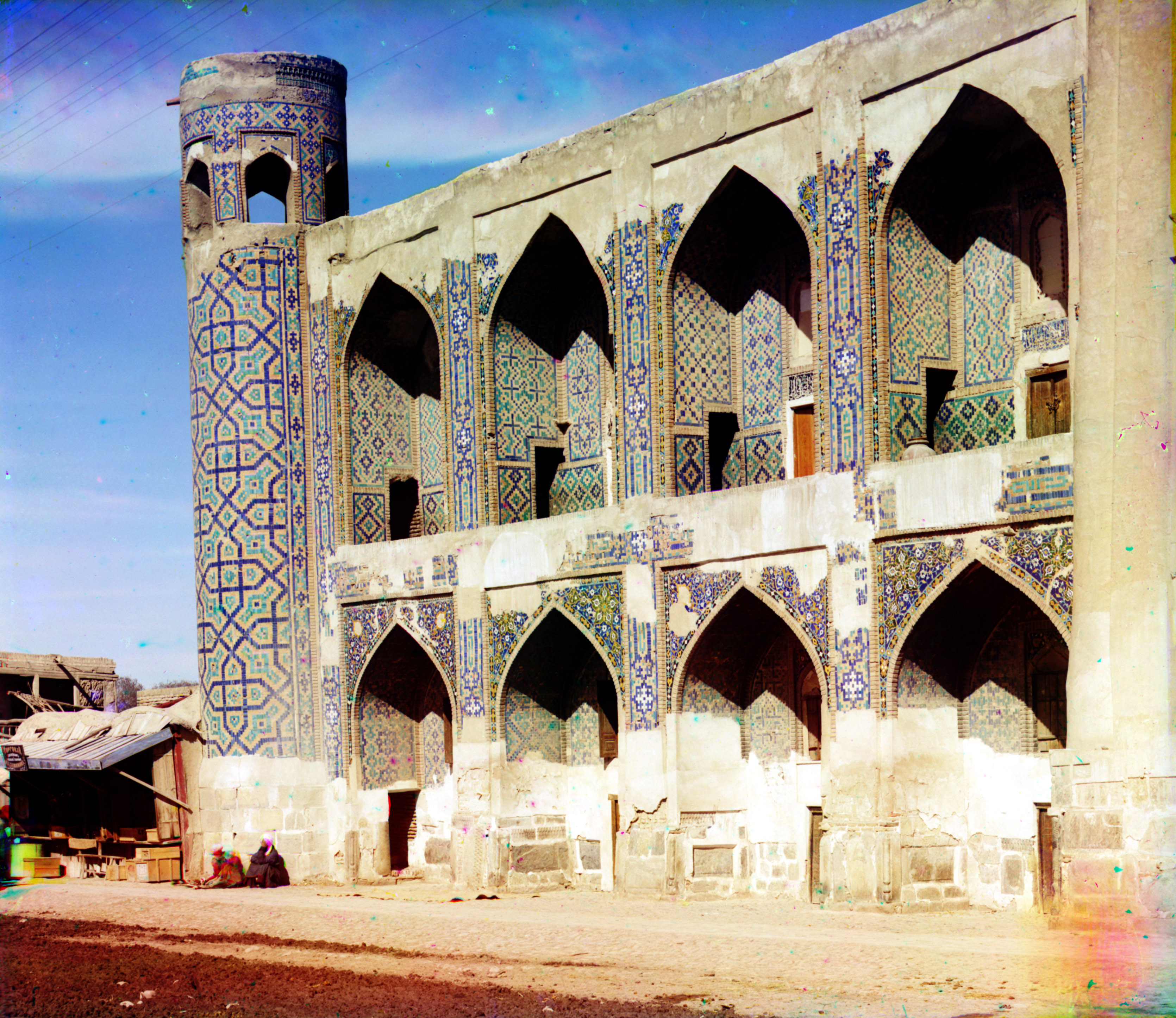
La madrassa Tilya Kori al segle xix
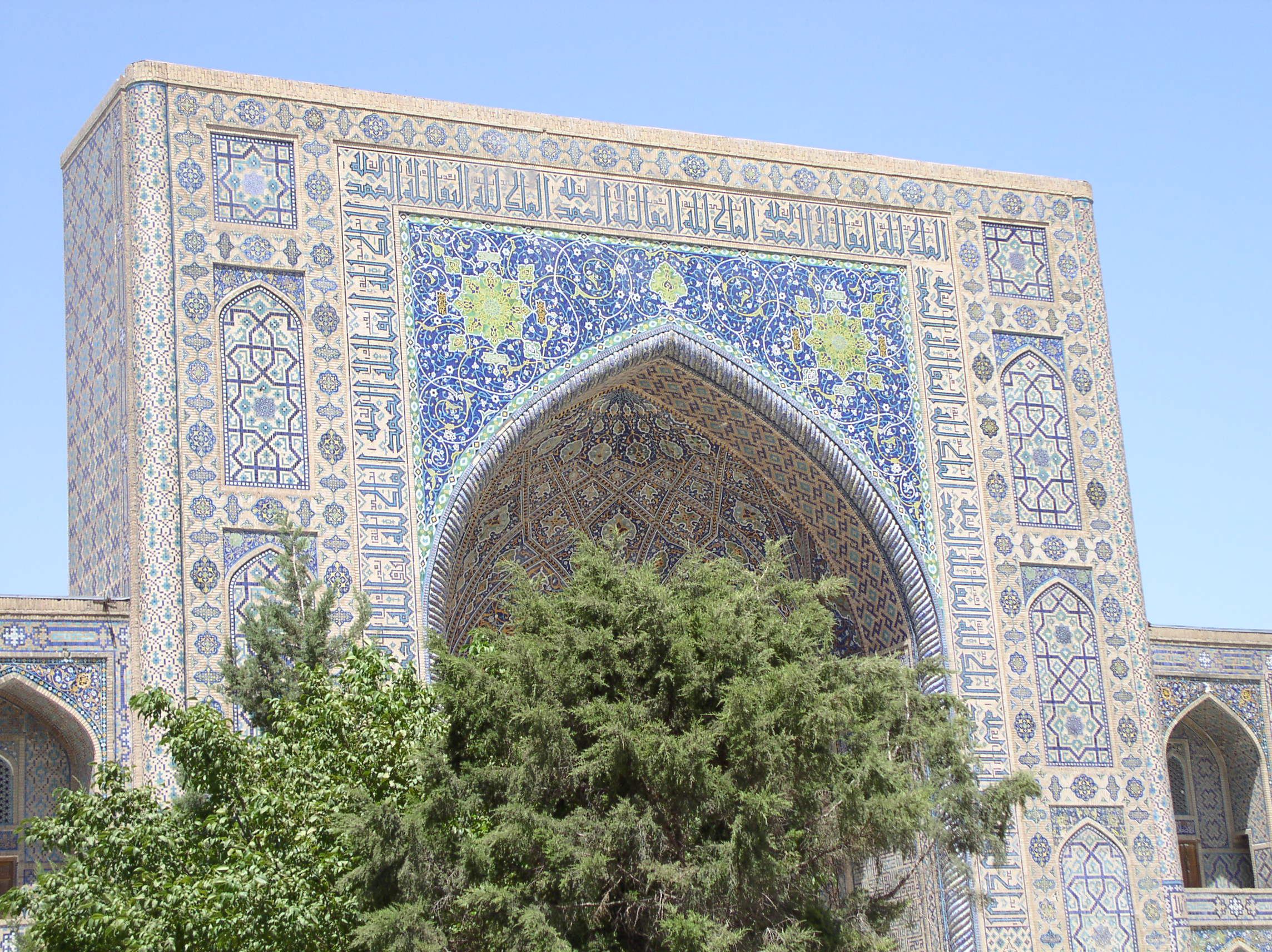
Detall del pishtak de la madrassa.
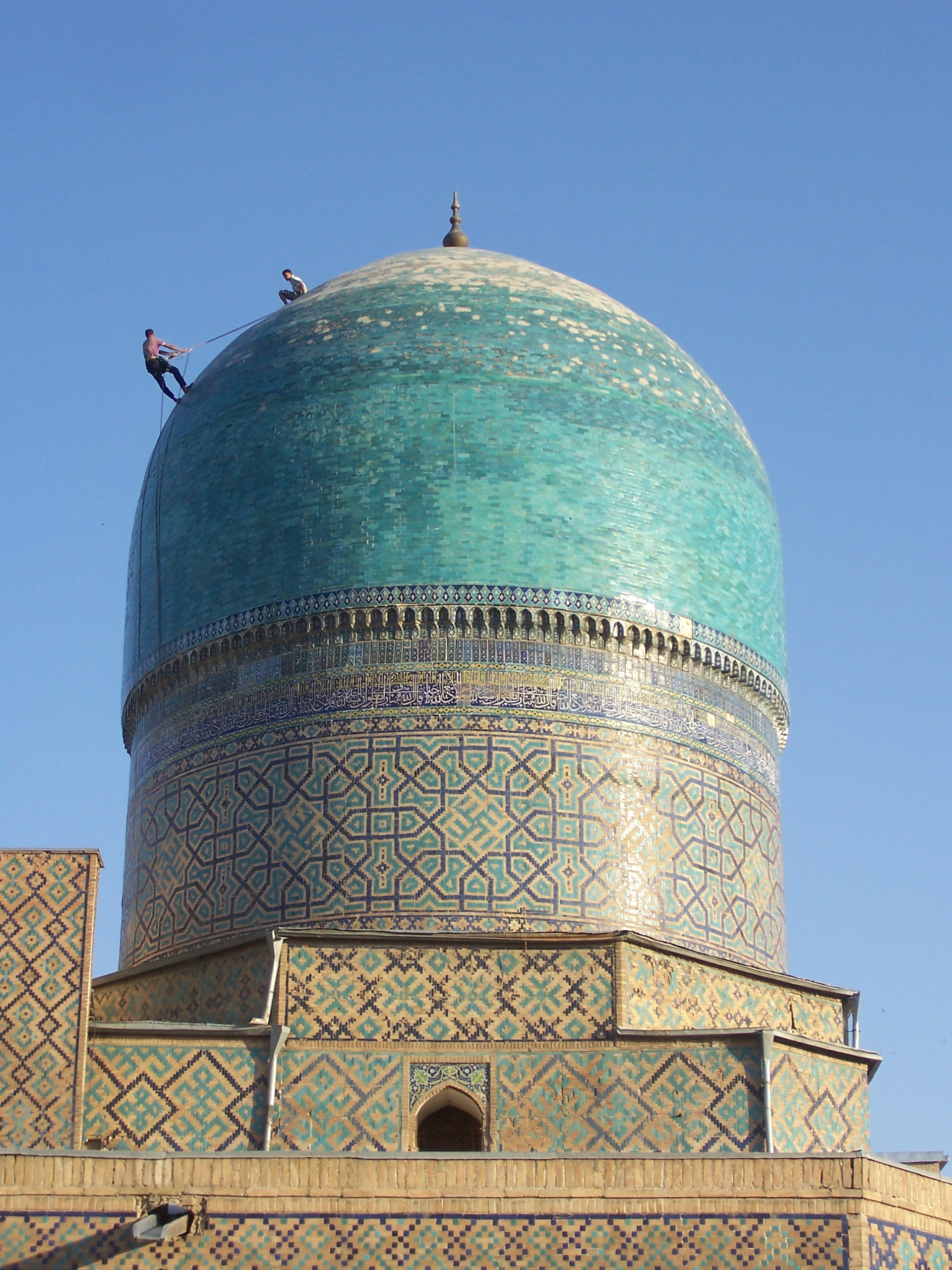
Cúpula de la madrassa.
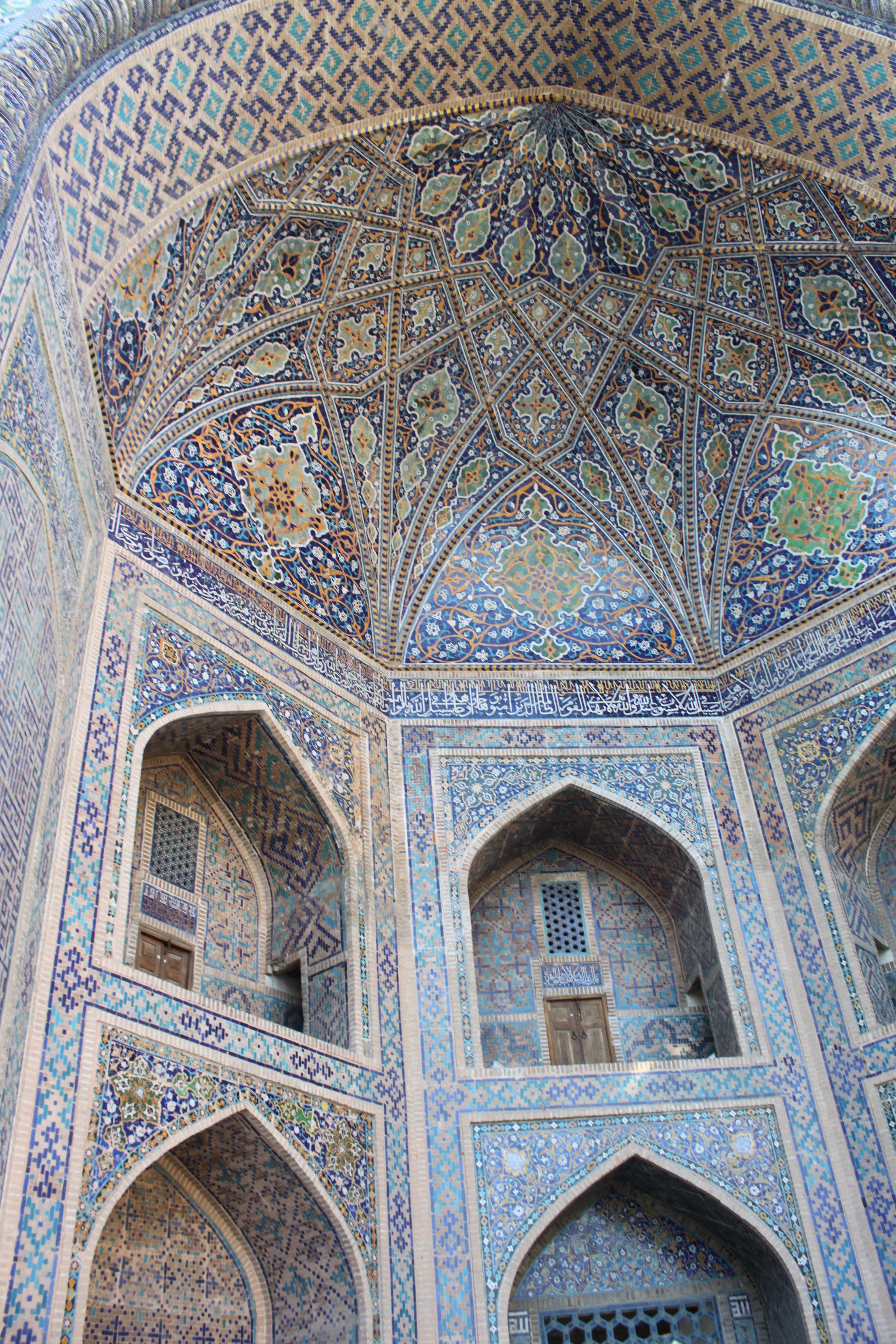
Detall del pishtak de la madrassa.
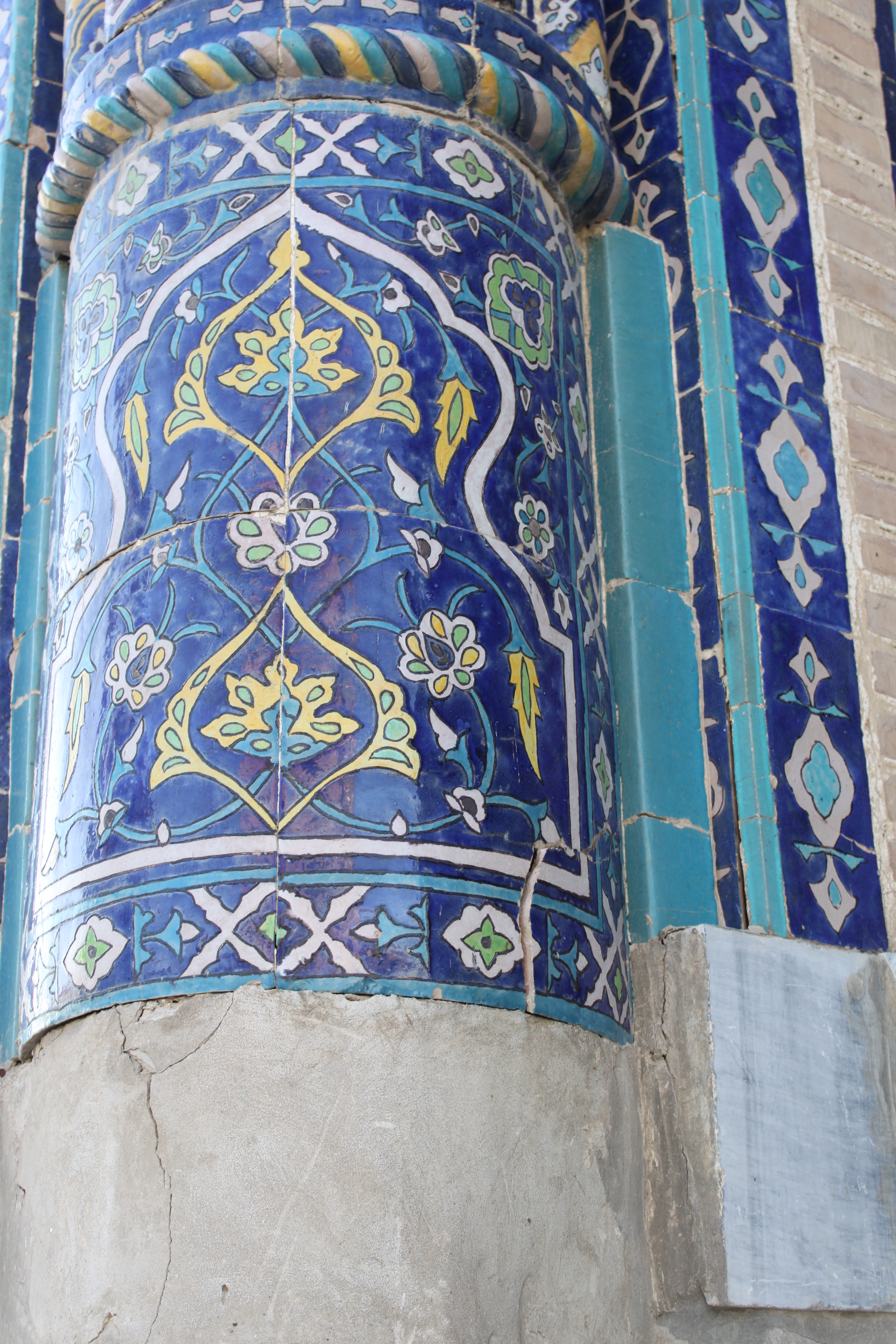
Detall d'una columna que enquadra el pishtak de la madrassa.
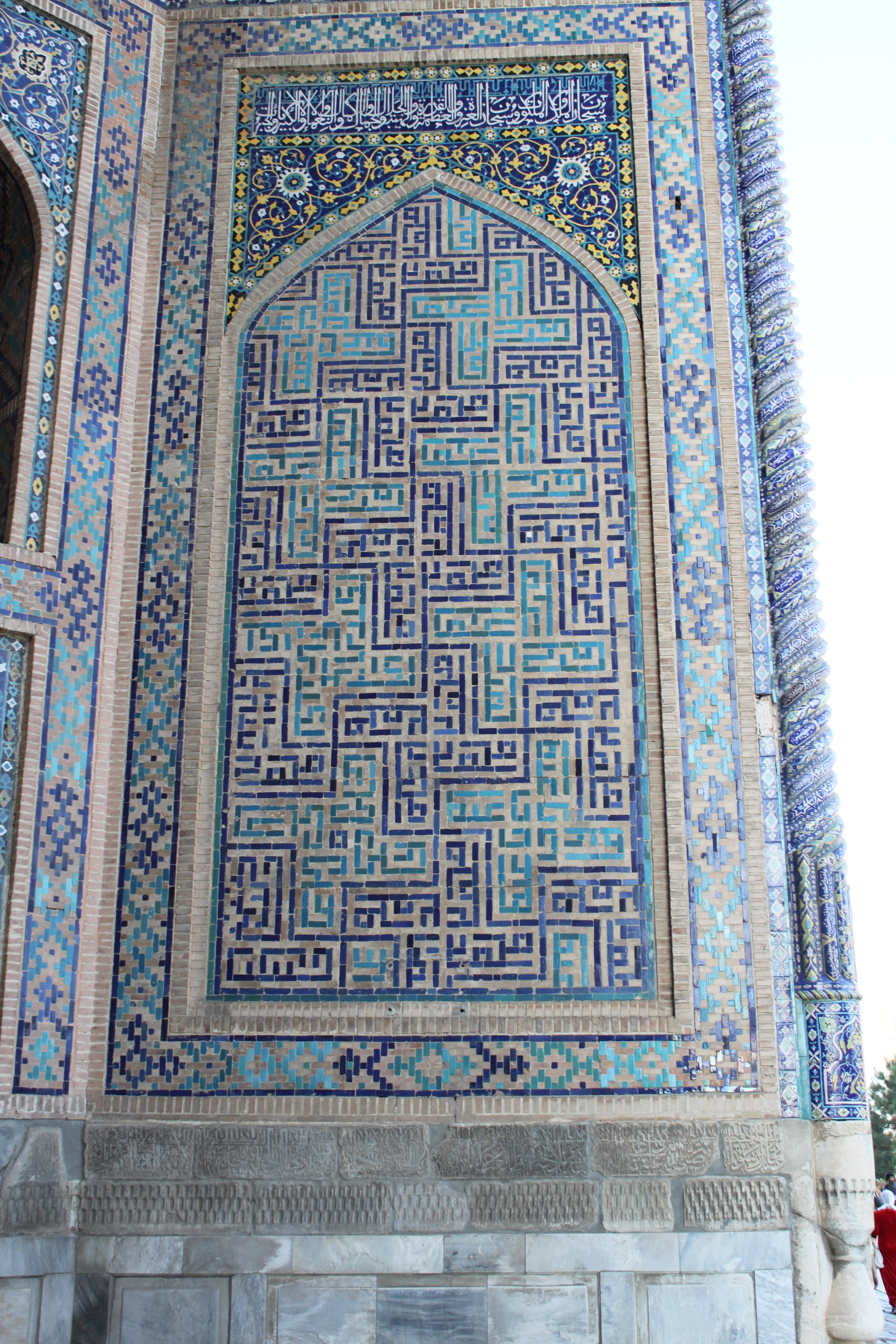
Paret lateral del pishtak de la madrassa (amb inscripcions d'estil bannaï).

Interior de la madrassa Tilya-Kori
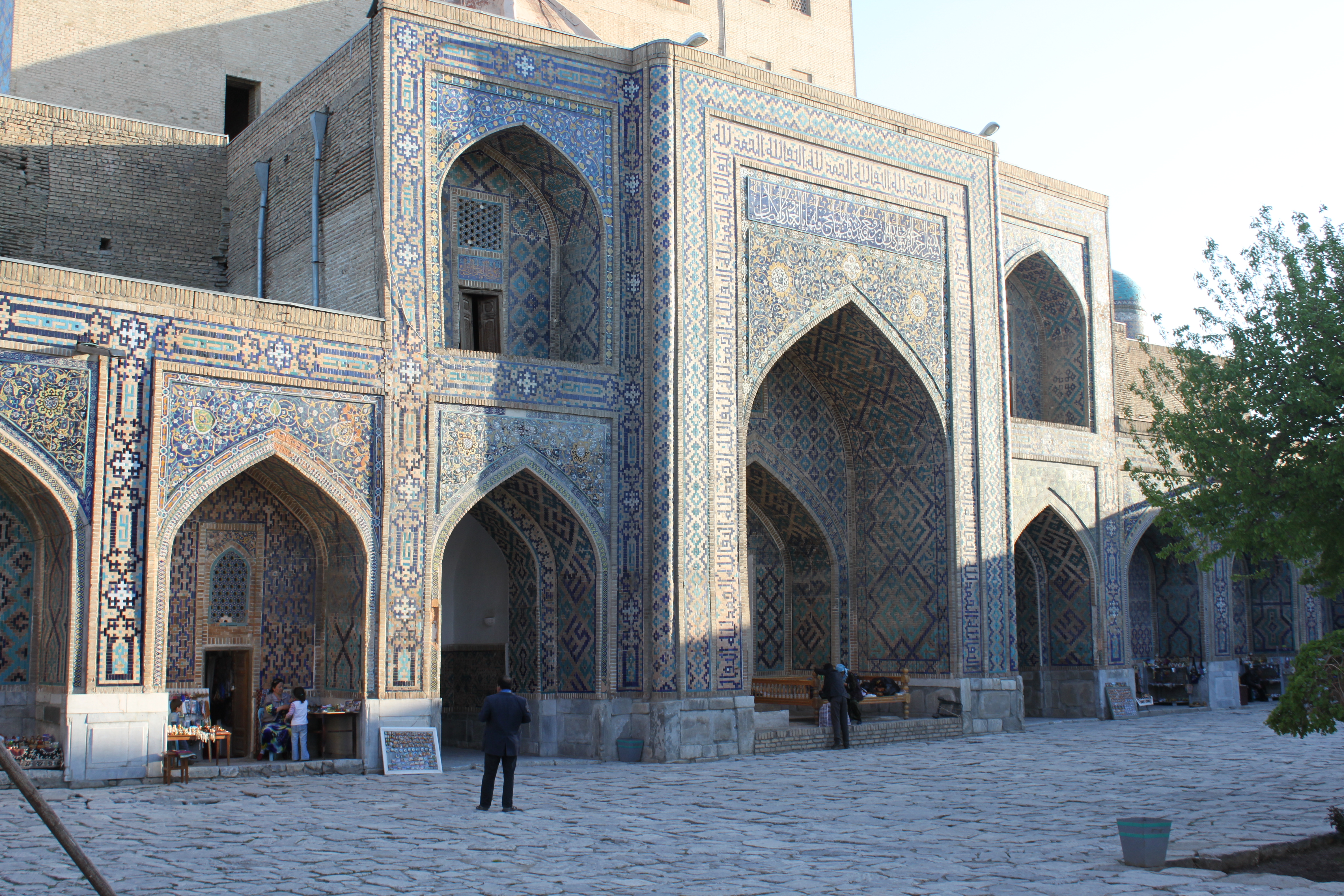
Pati interior darrere del portal principal de la madrassa.
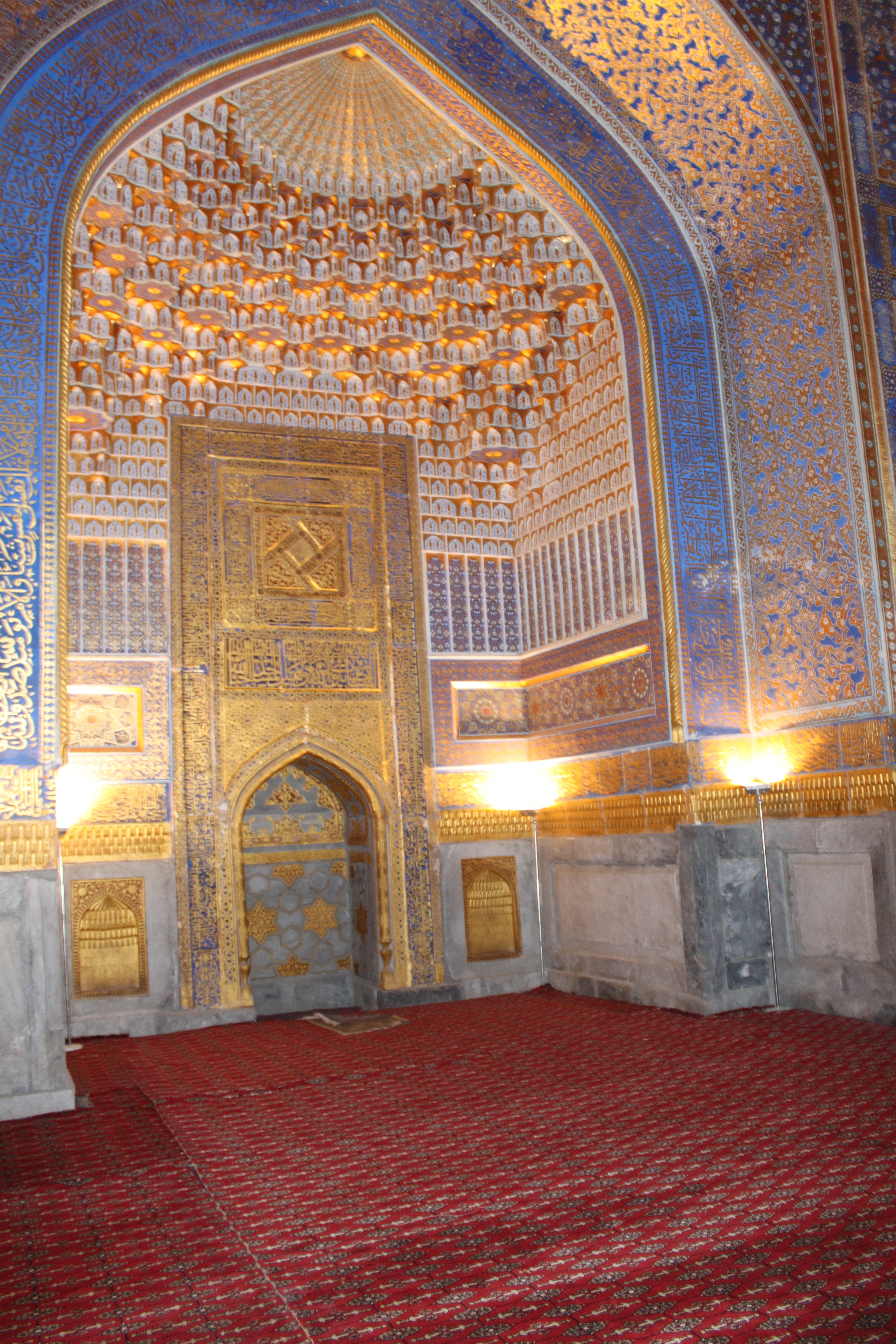
Mihrab de la mesquita de la madrassa.
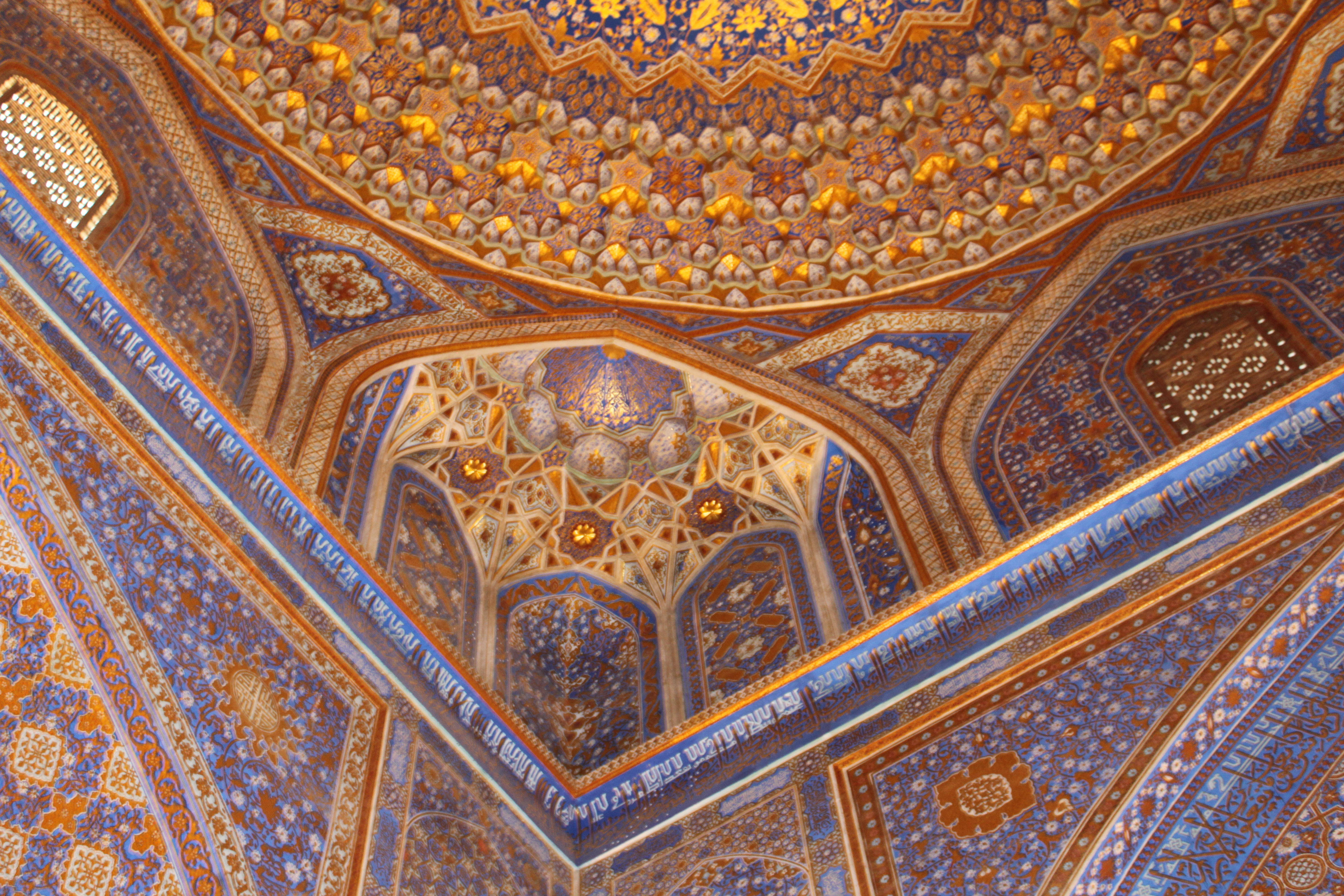
Sostre de la mesquita de la madrassa.
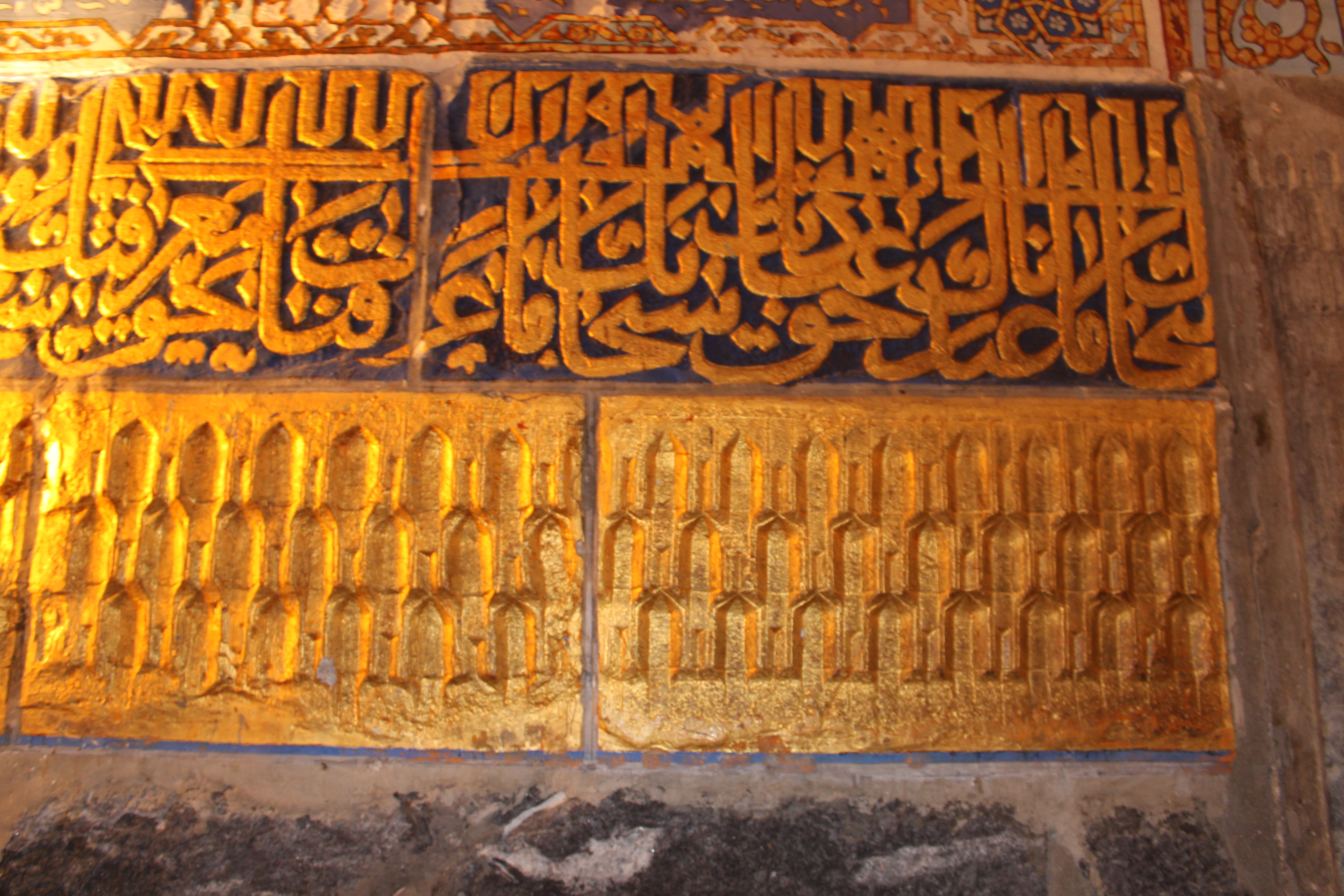
Detall de la decoration del mihrab de la mesquita de la madraza.
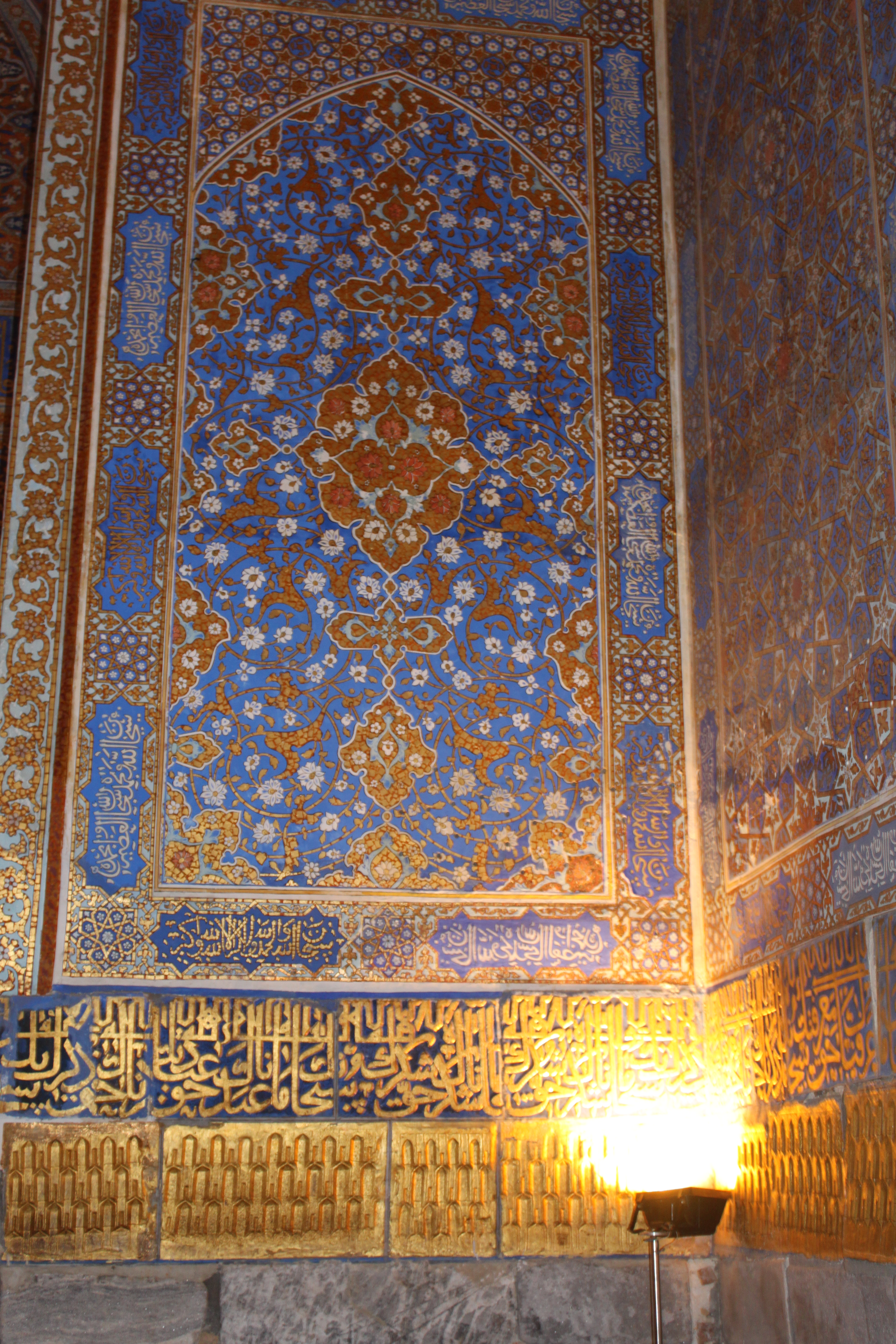
Paret lateral dem mihrab de la madrassa.
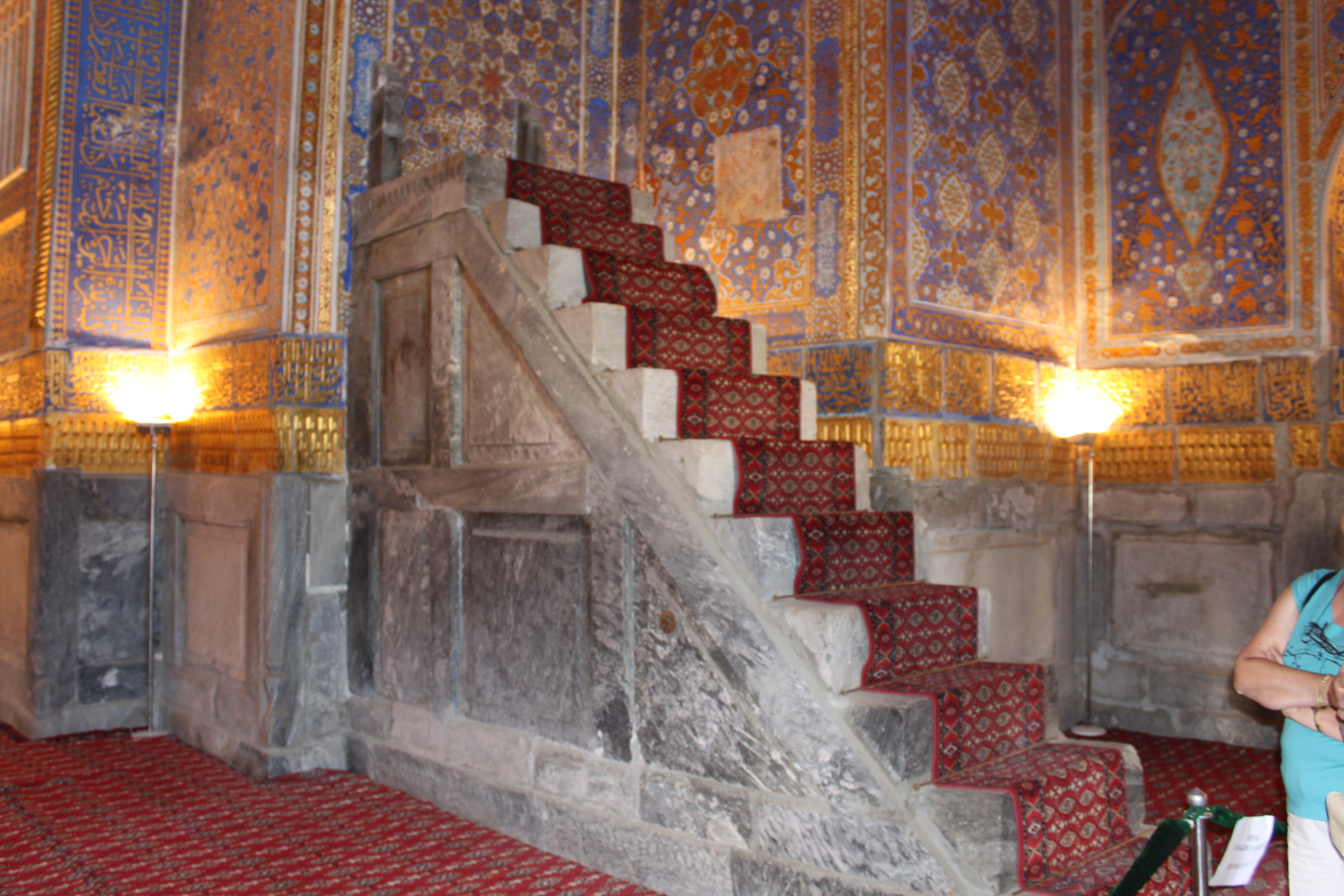
Aldedor del minbar de la madrassa.

## Altres edificis

### Mausoleu dels xibànides
A l'est de la madrassa de Tilya-Kori, es troba el mausoleu dels xibànides (segle xvi). El fundador autèntic dels xibànides va ser Muhàmmad Xaibani, net d'Abu'l Khair. L'any 1500, amb el suport del Kanat de Txagatai, més tard establert a Taixkent, Muhàmmad Xaibani va conquerir Samarcanda i Bukharà de les seves últimes dinasties timúrides. El fundador de la dinastia va desplegar llavors els seus benefactors i l'any 1503 va prendre el control de Taixkent. Va prendre Khivà el 1506, i el 1507 es va precipitar a Merv (Turkmenistan), l'est de Pèrsia i l'oest de l'Afganistan. Els xibànides es van quedar enrere respecte els safàvides, que l'any 1502 havien pres la ciutat d'Aq Qoyunlu (Iran). Muhàmmad Xaibani era el líder dels nòmades uzbeks. Durant els anys següents es van anar establint en oasis de l'Àsia central. La invasió uzbeka del segle xv va ser l'última part de l'etnologia nacional uzbeka actual.

### Bazar cupulat de Chorsu
La cúpula comercial Chorsu (1785), que fa la funció de basar, està situada just darrere del Sher-Dor. Chorsu es troba al sud-est del Registan en la intersecció de les cruïlles de camins que connecten Samarcanda, Taixkent, Bukharà i Xahrisabz. Chorsu és una paraula d'origen persa que significa encreuament de camins, en referència a aquesta famosa intersecció de camins molt transitats. L'edifici és antic. Té una història centenària força rica. Actualment, està inclòs a la Llista del Patrimoni Mundial de la UNESCO juntament amb la resta de la part històrica de la gloriosa ciutat de Chorsu.
Chorsu va ser originalment un basar construït al segle xv, però va ser reconstruït al segle xviii, convertint-se en un mercat de barrets. L'edifici actual va ser construït durant el regnat de l'emir Shahmurad, el 1785. En l'actualitat, el basar que abans es trobava a Chorsu és el Bazar Siyob, prop de la Mesquita Bibi-Khanym.
El 2005, la propietat de Chorsu es va transfer a l’Acadèmia d'Arts d'Uzbekistan. Mentre es renovava l'edifici, es van retirar tres metres de terra revelant la construcció original de la base. Chorsu serveix ara com a galeria d'art que ofereix obres d'artistes tant contemporanis com a històrics. L'art de la galeria Chorsu mostra les arts, la cultura, la història i la diversitat del poble uzbek multinacional.

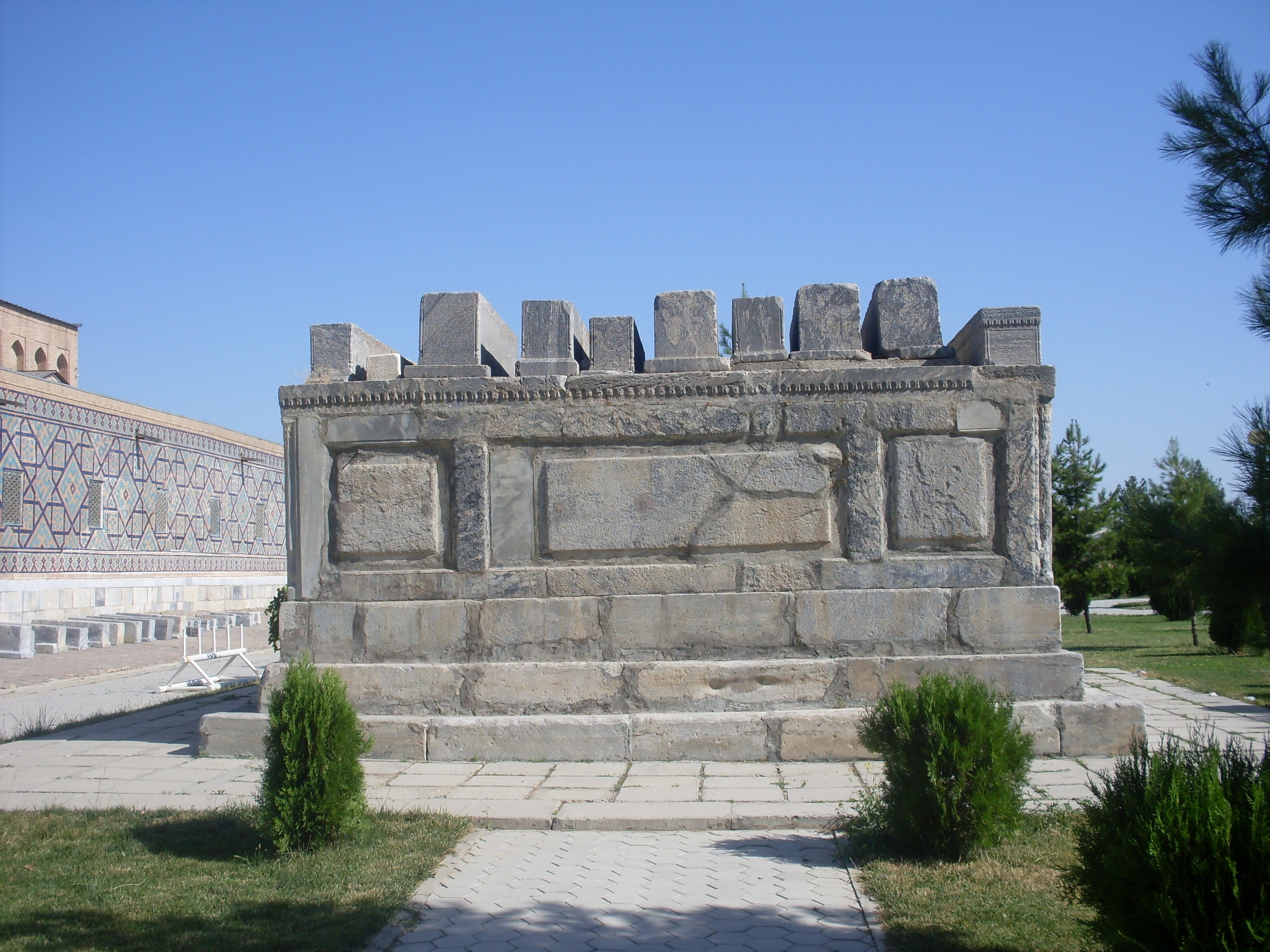
Mausoleu de Shaybanís
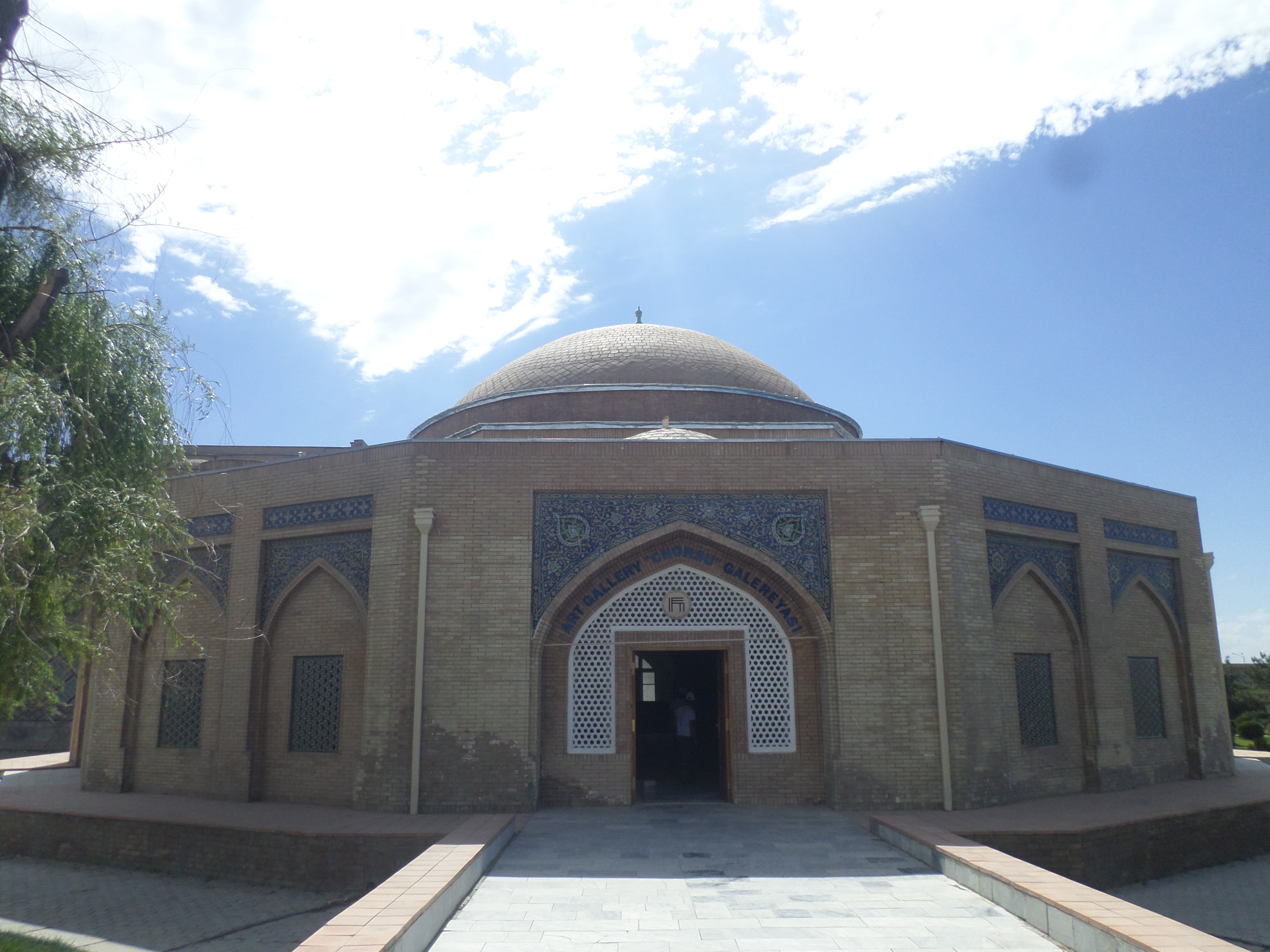
Cúpula comercial de Chorsu

## Galeria

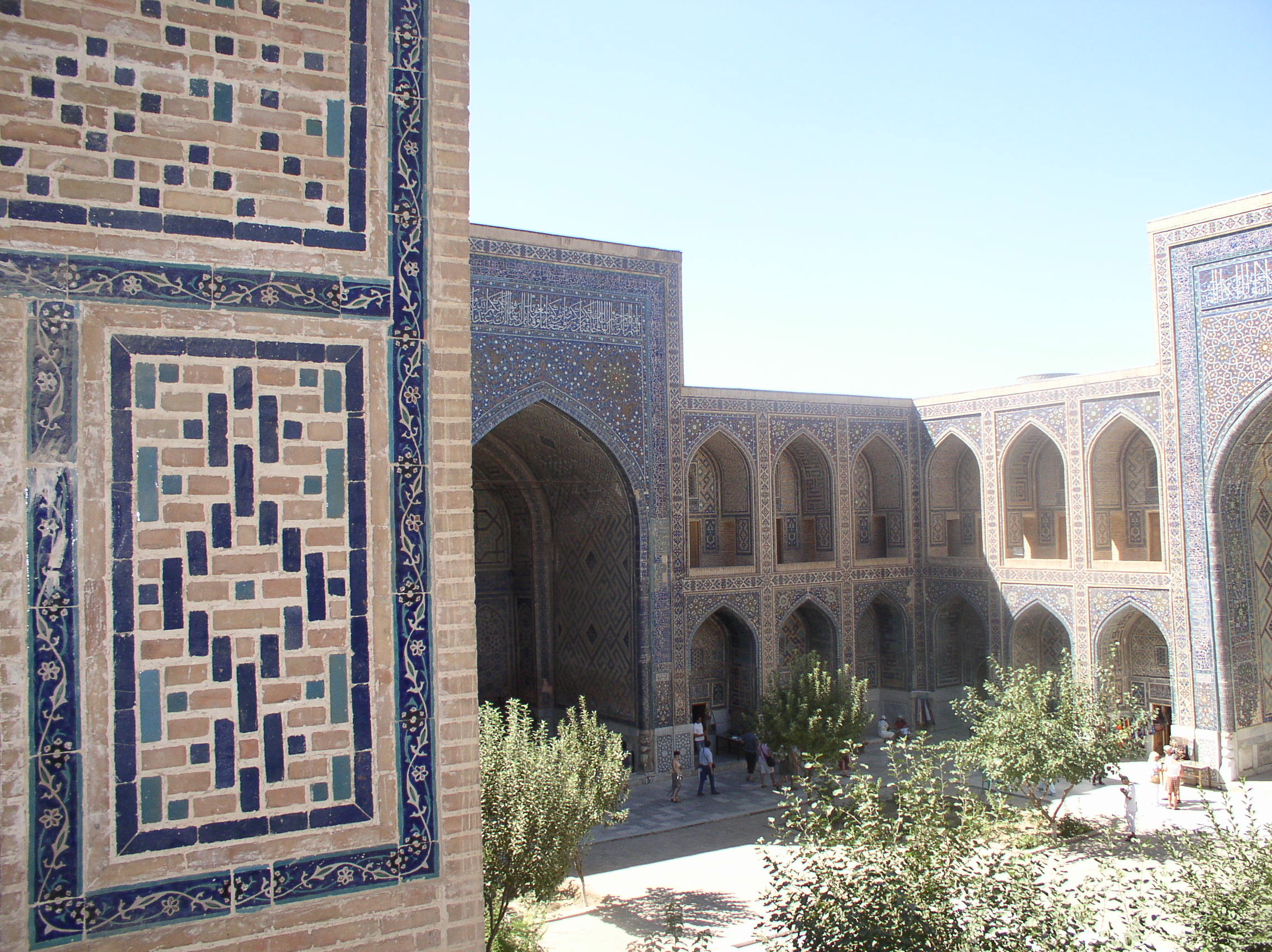
Pati de la madrassa d'Ulugh Beg
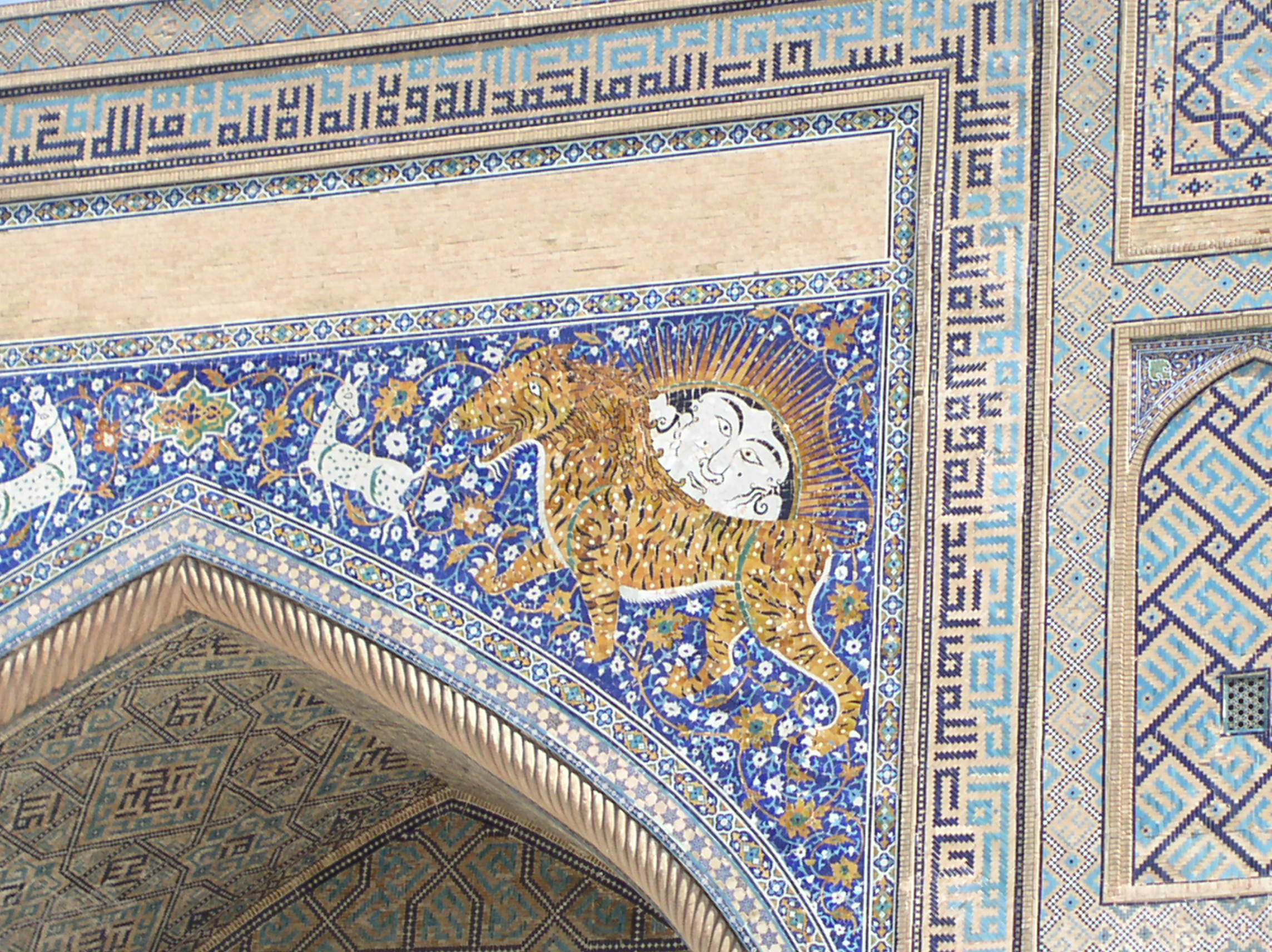
Tigre a la madrassa de Sher-Dor (iwan)
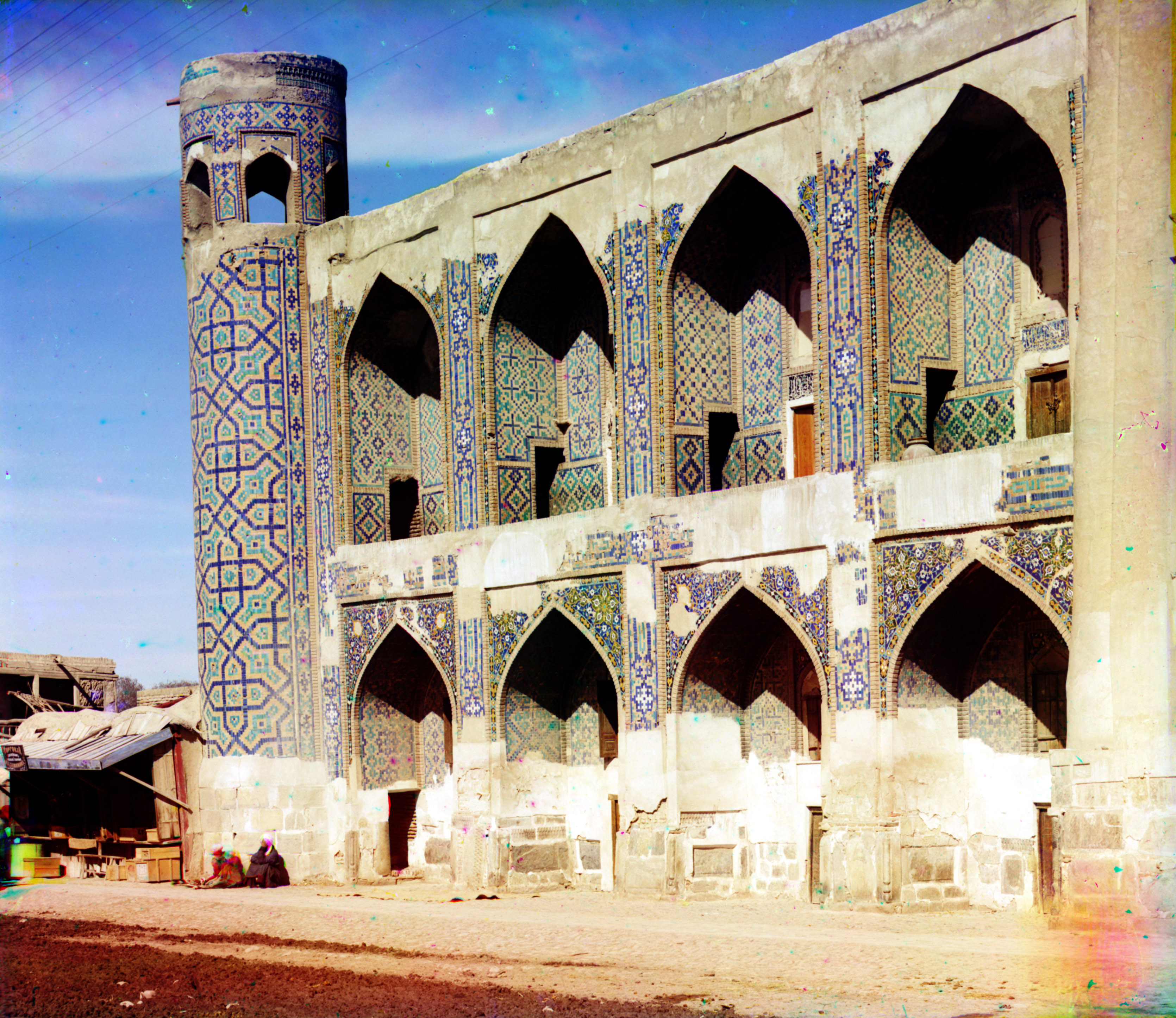
La madrassa de Tilya Kori al segle xix
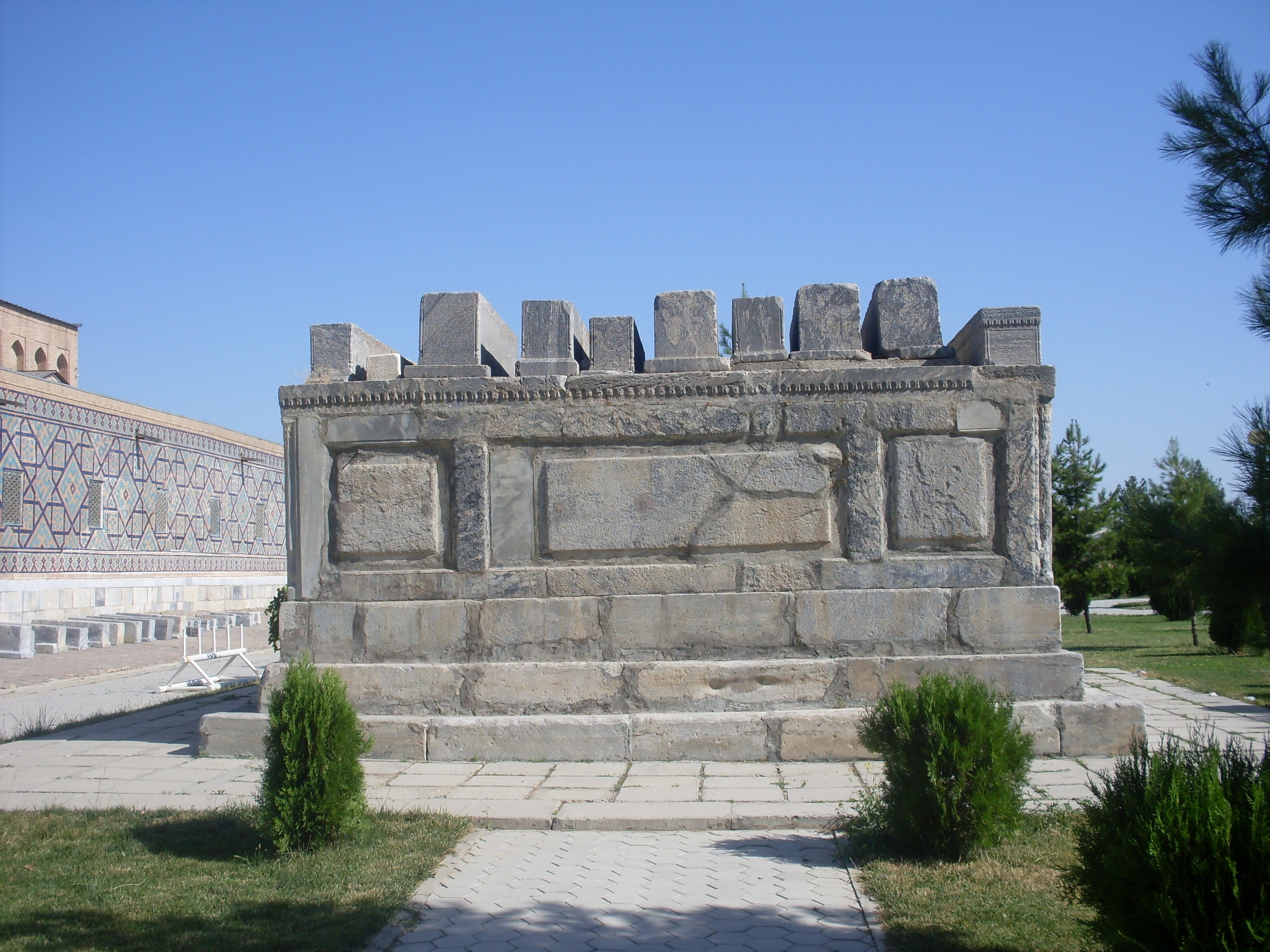
Mausoleu dels xibànides
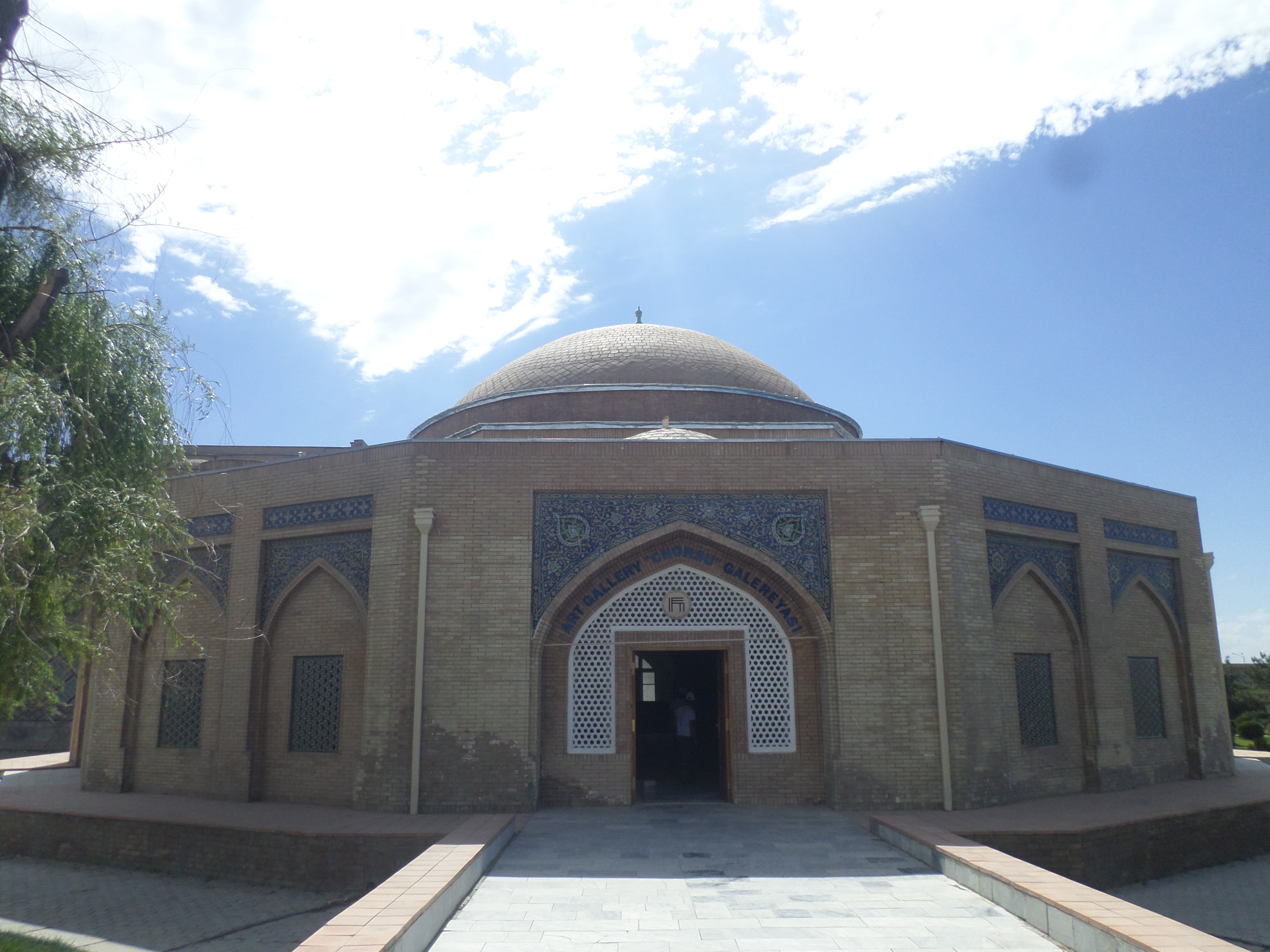
Cúpula comercial de Chorsu
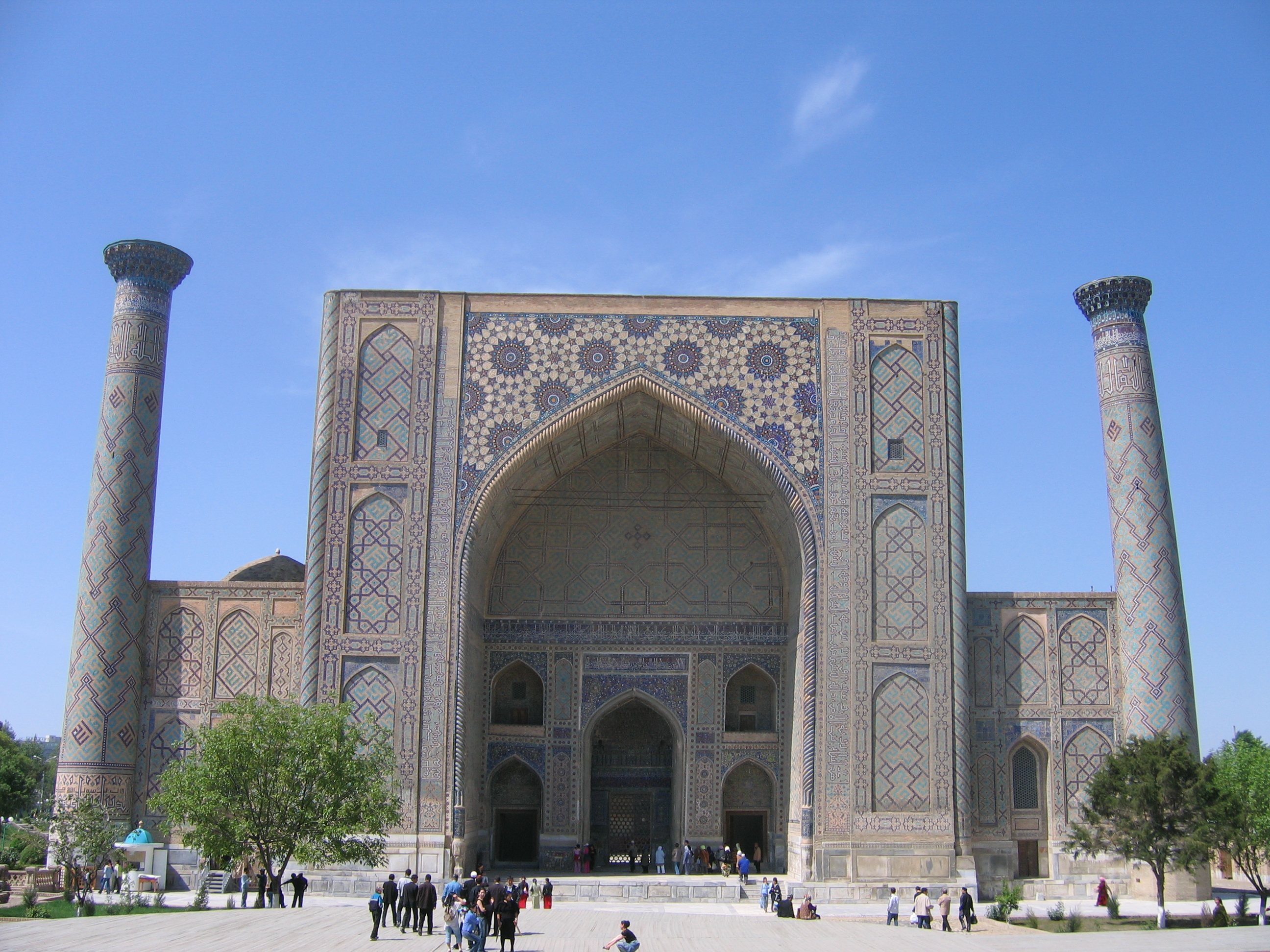
Madrassa d'Ulugh Beg
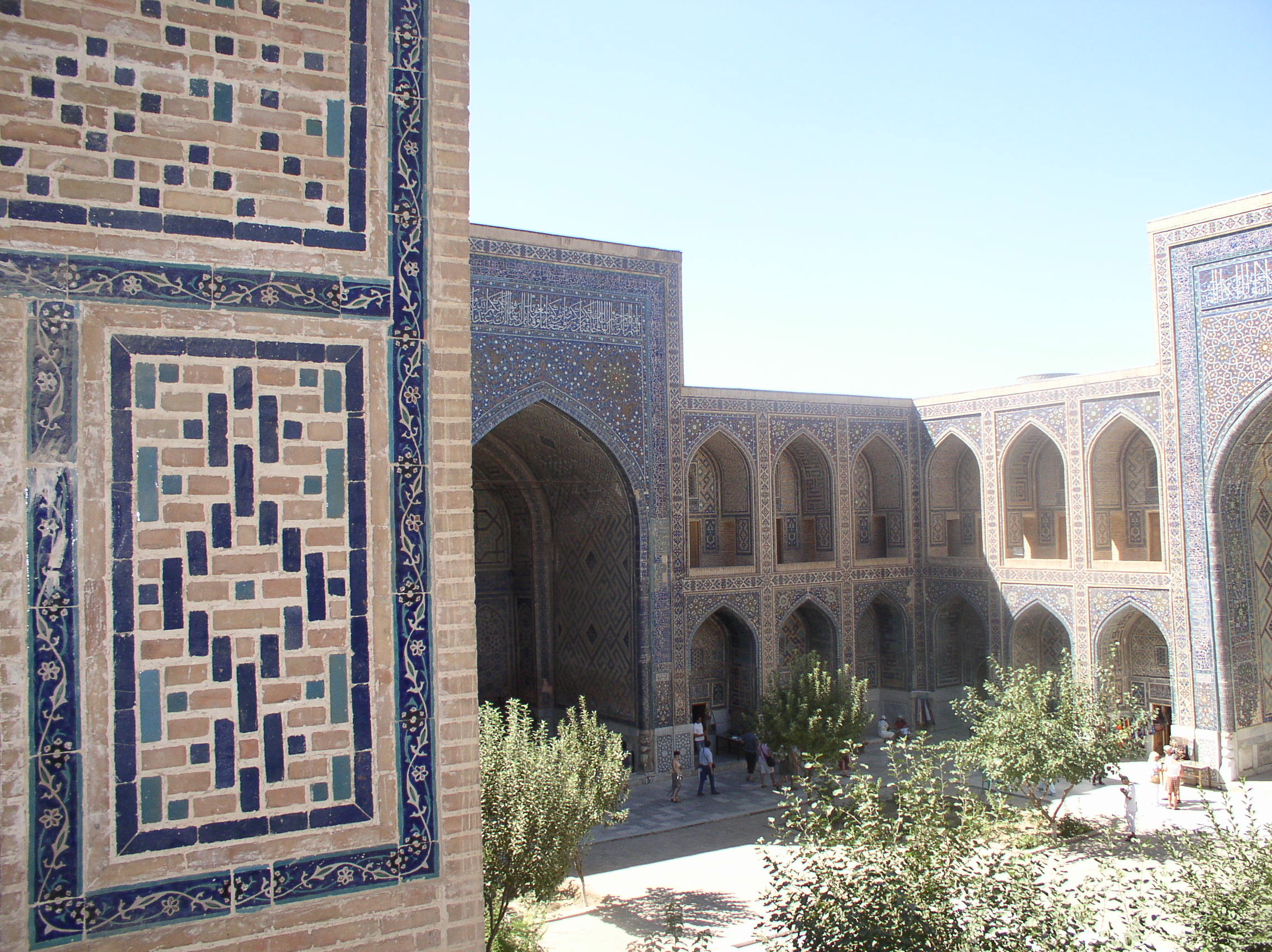
Pati de la madrassa d'Ulugh Beg
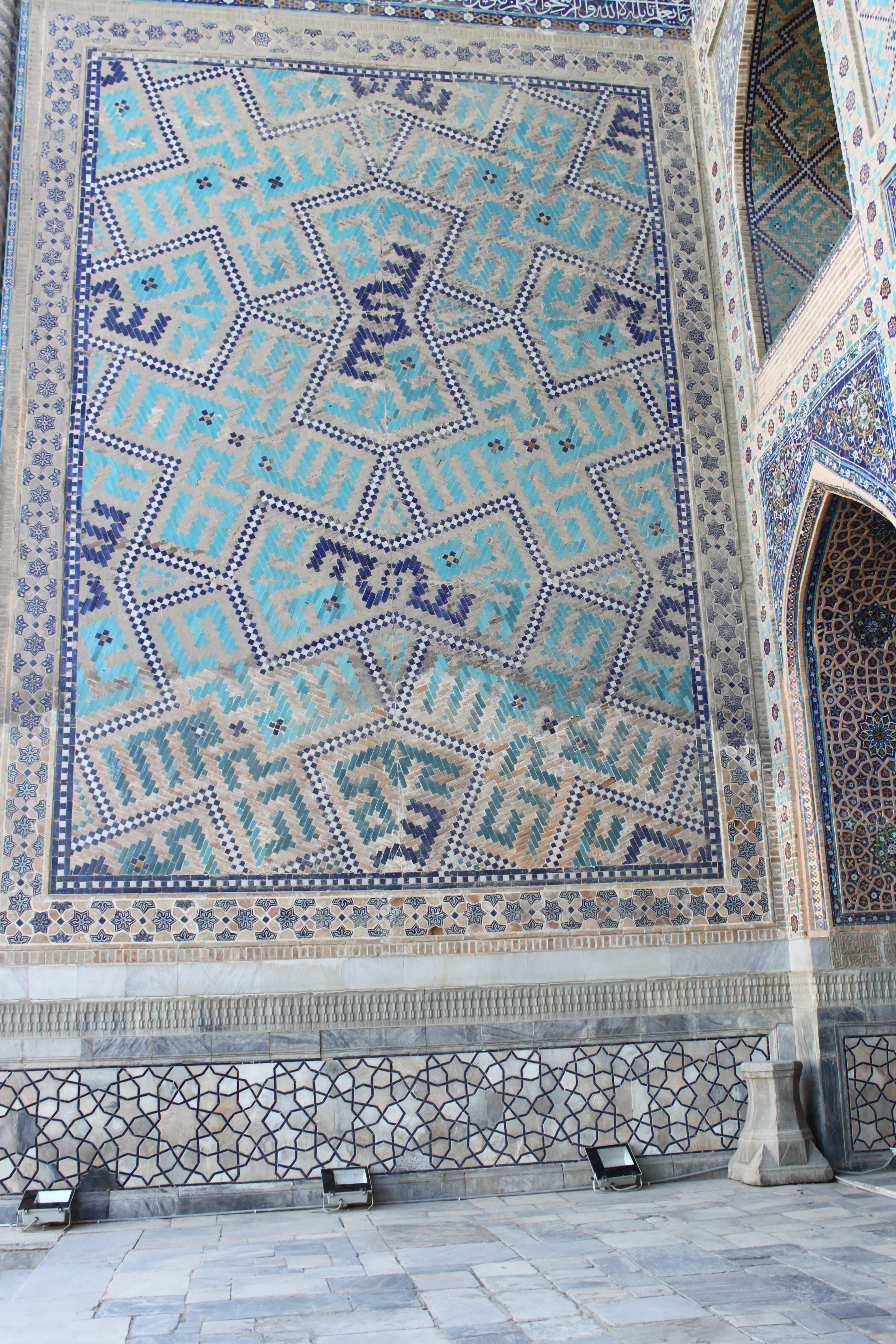
Detall d'una paret lateral del pishtak de la madrassa.
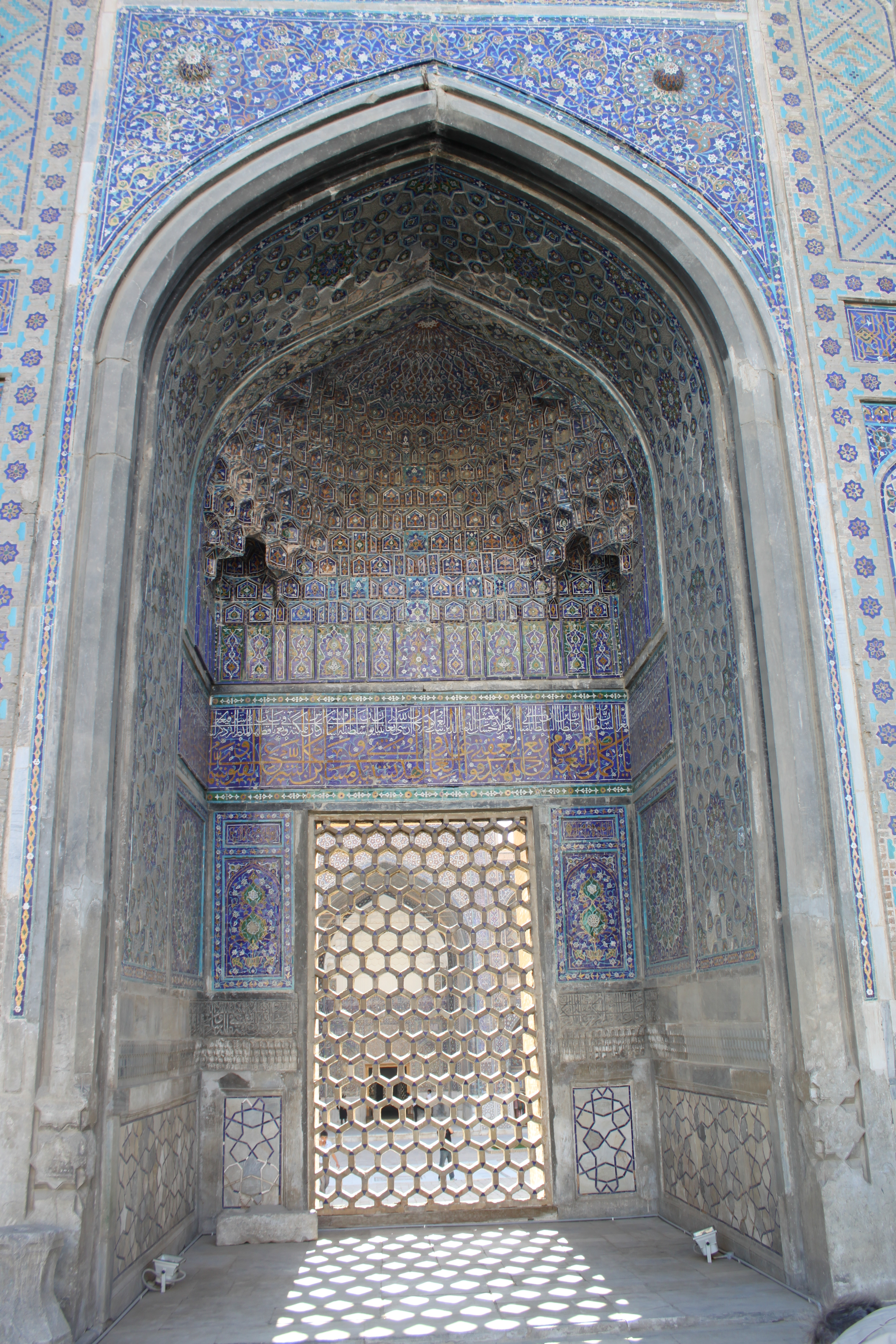
Porxo central sota el pishtak de la madrassa.
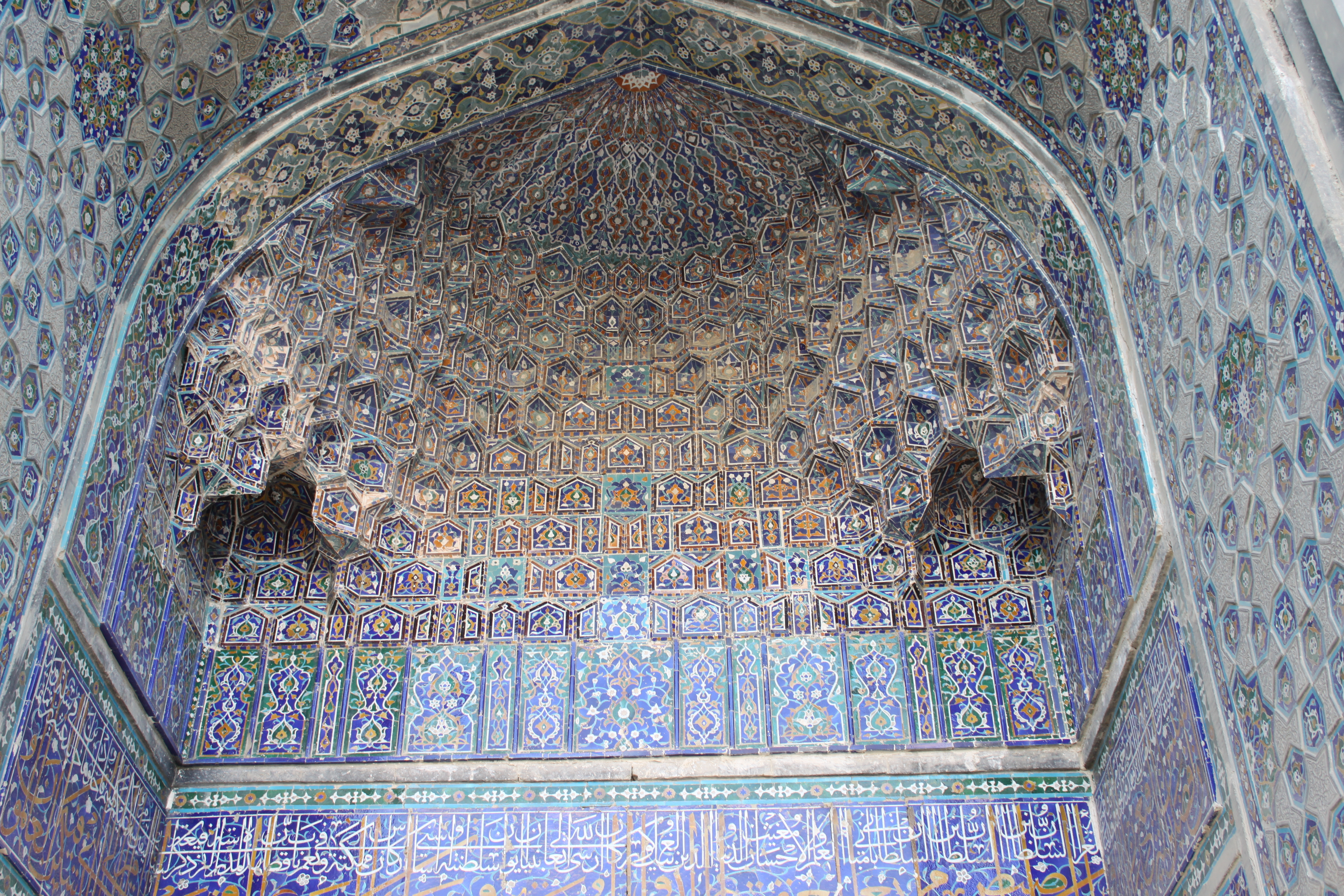
Detall del porxo central sota el pishtak de la madrassa.
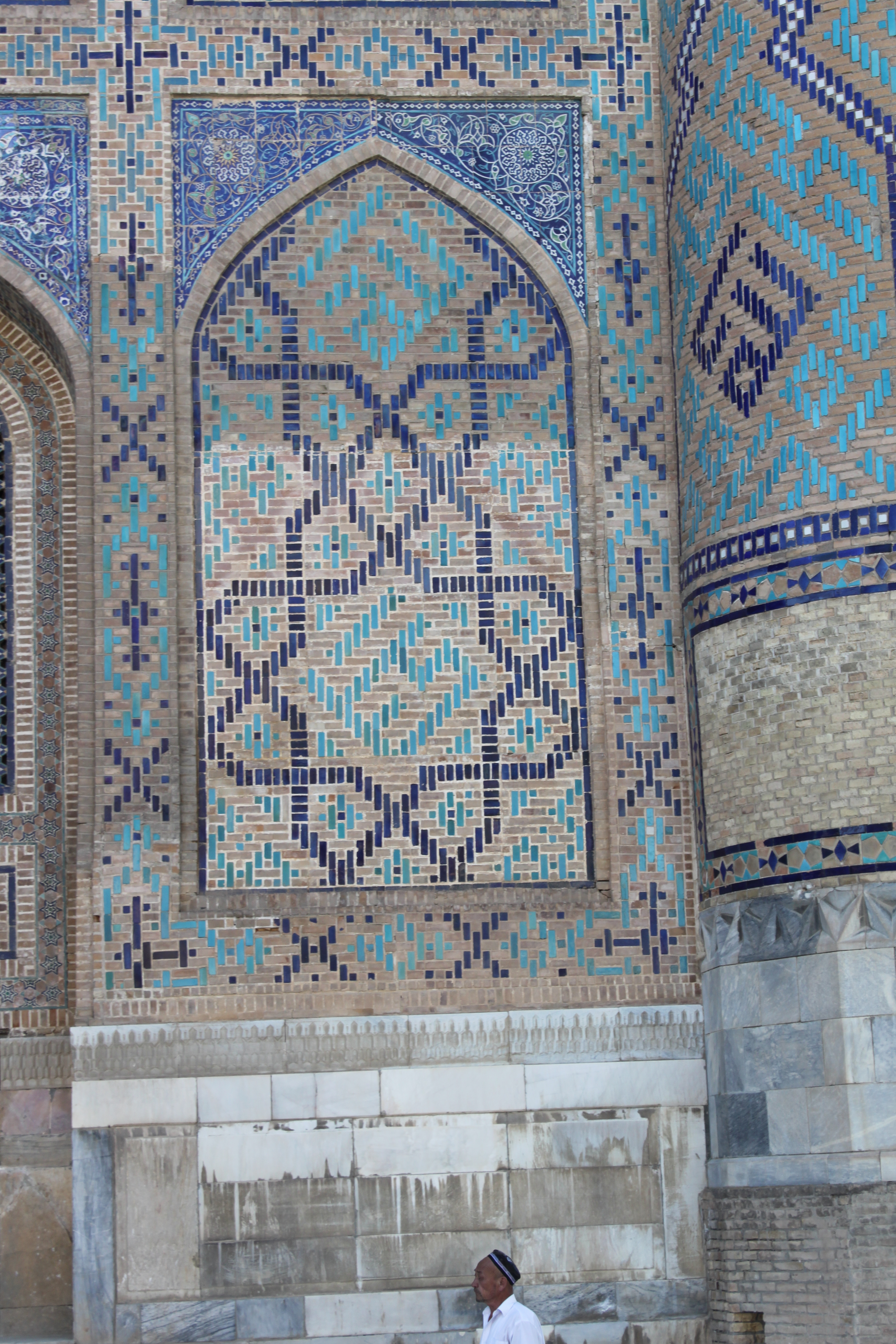
Detall de la façana i torre d'angle dret de la madrassa.